# トヨタ・カローラアクシオ
カローラアクシオ（COROLLA Axio）は、トヨタ自動車が1966年より製造・販売している乗用車シリーズ「カローラ」のうち、2006年以降に日本国内の道路・交通事情に特化した車種として登場した小型自動車規格（5ナンバー）専用の派生車種である。
本項目では、カローラ アクシオの派生車種で2018年2月からトヨペット店で販売されているトヨタ教習車についても記す。

## 初代（シリーズ通算10代目）E14#型（2006年 - 2012年）
キャッチコピーは『新しい尺度。』。この代より国外仕様のカローラと袂を分かち、更にプラットフォームが異なる車種となった。日本国内向けセダンにはこの代よりサブネームが付され「カローラ アクシオ」となる。"Axio"は「品質」「価値」を意味するギリシア語の「AXIA（アクシア）」に由来する造語である。なお国内向けワゴンは9代目に続き「カローラ フィールダー」の名称を継続する。
全長および全幅、ホイールベースは後期型E120型セダンとまったく同じ寸法に据え置かれている。外観は先代のイメージを踏襲しつつ、よりスタイリッシュにアレンジしたデザインとなった。ボディのCd値は先代のE120型同様、0.29。アクシオとフィールダーは先代120型カローラのプラットフォームを改良の上流用。国内目標月間販売台数は6,000台（フィールダーと合わせて12,000台）と発表。
エンジンは、1.5L車はローラーロッカーアーム式に統一した上で1NZ-FE型（VVT-i対応、110PS（四輪駆動車は105PS））を継続し、1.8L車用には新開発の2ZR-FE型（DUAL VVT-i対応、136PS（四輪駆動車は125PS））エンジンを搭載。パワーステアリングは2WD車、4WD問わず全車に電動式パワーステアリングが採用された。トランスミッションは全車Super CVT-iを採用した。このうち、1.8L車は7速のスポーツシーケンシャルシフトマチック付となる。また、1.5Lモデルの前輪駆動車に5速MTも用意される。4WD車はアクシオの最上級グレードの「1.8 LUXEL αエディション」を除く全グレードに設定される。これにより「平成17年基準排出ガス75%低減レベル（SU-LEV(☆☆☆☆)）」を全車で達成するとともに1.5Lの前輪駆動のCVT車に限り「平成22年度燃費基準+10%」を同時に達成した。
発売当初は法人向けの「1.5 X ビジネスパッケージ」を除き、全車にカラーバックモニター機能付5.8インチ液晶ディスプレイとCDオーディオ、前後ドアスピーカーが標準装備されていた。メーカーオプションのHDDナビゲーションシステムは、バックモニター機能付6.5インチ液晶ディスプレイとなる。アクシオの場合、車体製造に関しては高岡工場のほか、今回より関東自動車工業（現・トヨタ自動車東日本）に代わりセントラル自動車（現・トヨタ自動車東日本）が車体製造を担当。また、国内専用のカローラシリーズはこの代よりフィールダーから先行開発されることとなり、事実上、フィールダーの逆派生車扱いとなる。
販売終了前月までの新車登録台数の累計はフィールダーと合算して54万8858台。

### 年表
- 2006年10月10日 - モデルチェンジ[2]。CMキャラクターは明石家さんま・浅田美代子。
- 2007年
  - 8月22日 - 「1.5 X」ベースの特別仕様車「1.5 X HID SELECTION」を発売。プロジェクター式ディスチャージヘッドランプ、タコメーター、ドライブモニター、サイドドアミラー内蔵LEDターンシグナルランプを特別装備した。
  - 10月1日 - E140型アクシオがグッドデザイン賞を受賞[6]。
- 2008年
  - 4月24日 - 「1.5 X」ベースの特別仕様車「1.5 X Special Edition」を発売。プロジェクター式ディスチャージヘッドランプ、タコメーター、ドライブモニター、インパネクラスター用木目調ベゼル、ドアスイッチベース用木目調ベゼルを特別装備した。
  - 10月28日 - マイナーチェンジ。四輪駆動車の4WDデカールの貼り付け位置が変更。「1.8 LUXEL αエディション」を除く全車にオーディオレス仕様のグレードを拡大、特に法人向け「1.5 X ビジネスパッケージ」および個人向け中堅グレード「1.5 G」の主要装備がそれぞれ大きく厳選[注釈 2]され、「1.5 X」のドアスピーカーが前期型の4スピーカー（前後ドア）から一転し、2スピーカー（前ドアのみ）に変更された。事実上、希望小売価格が「1.8 LUXEL αエディション」を除く各グレードで数千円（「1.5 X」前輪駆動・5速MT車） - 数万円（「1.5 G」前輪駆動・CVT車）程度値下げされた形となった。CMキャラクターは山本寛斎・未來親子。
- 2009年
  - 1月14日 - 「1.5 X」の前輪駆動車の5MT仕様をベースとしたTRDオリジナルのコンプリートカー『カローラアクシオ "GT"（TRD Turbo）』を追加。同年2月9日より販売開始[注釈 3]。
    - タコメーター、ドライブモニター、本革巻き3本スポークステアリング[注釈 4]、エアロパーツ、215/45R17 87Wラジアルタイヤ・17インチアルミホイール、15インチ対応フロント用大径ディスクブレーキローター、専用スポーツサスペンション[注釈 5]などを追加装備。インタークーラーおよび専用ECU、IHI製ターボチャージャーなどが装着された1NZ-FE型エンジン[注釈 6]を搭載した。車体色はスーパーホワイトII、シルバーメタリック、ブラックマイカの計3色のみの設定で、内装色はグレーのみの設定となる。なお、ワンメイクN2レース用カローラアクシオGTも同時に発売された。

  - 10月5日 - 一部改良。
    - 1.5L・前輪駆動・CVT車において、エンジン・トランスミッション・オルタネーターの制御を改良し、燃費を向上（0.4km/L向上）。これにより「平成22年度燃費基準+15%」を達成。
    - 「1.5 G」には新たにサイドドアミラー内蔵LEDターンシグナルランプに加え、木目調のセンタークラスター・パワーウインドウスイッチベース、本革巻き＆木目調の4本スポークステアリングホイールおよびシフトノブを採用し、高級感をさらに高めた。
    - 「"GT"（TRD Turbo）」には新たにプロジェクター式ディスチャージヘッドランプが採用されたほか、発売当初の215/45R17 87Wラジアルタイヤ・17インチアルミホイールから195/55R16 87Vラジアルタイヤ・16インチアルミホイールに変更され、ターボチャージャーレス（自然吸気エンジン）仕様[注釈 7]の「カローラアクシオ "GT"（TRD Sportsパック）」も架装メーカーオプションで選択可能となった[注釈 8]。
    - 同時に「1.5 X」ベースの特別仕様車「1.5 X HID Limited」も発売された。プロジェクター式ディスチャージヘッドランプ、タコメーター、ドライブモニター、花粉除去モード付オートエアコン＆プッシュ式ヒーターコントロールパネル、コンライト、運転席/助手席バニティミラー付サンバイザー、4スピーカー（前後ドアスピーカー）などを特別装備した。
- 2010年4月26日 - 一部改良。
  - 1.5L・前輪駆動車・CVT車においてエンジンやトランスミッションを最適化、また、1.8L車は新世代エンジン動弁機構「バルブマチック」を搭載した2ZR-FAE型に置き換え、燃費を向上（1.5L・前輪駆動・CVT車と1.8L・前輪駆動車は1.4km/L、1.8L・四輪駆動車は1.2km/Lそれぞれ向上）。これにより、1.5L・前輪駆動車・CVT車は「平成22年度燃費基準+25%」、1.8L・前輪駆動車は「平成22年度燃費基準+15%」、1.8L・四輪駆動車は「平成22年度燃費基準+20%」をそれぞれ達成した。
  - 特別仕様車「1.5 X HID Limited」、および法人向け「1.5 X ビジネスパッケージ」を含む1.5L・前輪駆動車全てのタイヤおよびホイール、フロントディスクブレーキローターの各サイズが15インチに統一され[注釈 9]、1.8L車にはステアリングオーディオスイッチを追加し、操作性を向上させた。
  - 本改良に伴い、1.8L・前輪駆動車をベースに吸排気系や足回りをチューニングした架装車両「Sports M」は廃止された。
- 2011年
  - 3月29日 - セントラル自動車相模原工場でのE140型カローラアクシオの生産を終了。同工場の閉鎖後は後述のセントラル自動車大衡工場へ全て移管となる。
  - 4月下旬 - セントラル自動車大衡工場（現・トヨタ自動車東日本大衡工場（本社））でのE140型カローラアクシオの生産を開始。
  - 5月20日 - トヨタカローラ店のチャネル創立50周年を記念した特別仕様車「1.5G"Classico（クラシコ）"」[注釈 10]を発表（6月14日販売開始）。「1.5G」をベースに、プロジェクター式ディスチャージヘッドランプ（ロービーム・オートレベリング機能、コンライト（ライト自動点灯・消灯システム）付）と運転席快適温熱シートを装備し、本革巻き+専用木目調加飾の4本スポークステアリングホイールとシフトノブ、専用木目調加飾パネルのセンタークラスター&パワーウインドウスイッチベース、ジャカードモケット・ブラウンパイピング入りの専用シート表皮を採用し、充実装備と上質感を備えた。ボディカラーは専用色のグレイッシュブルーメタリックを含む5色を設定。トランスミッションは前輪駆動、四輪駆動共にSuper CVT-iのみの設定。
  - 10月12日 - 「1.5X」ベースの特別仕様車「X"HID Extra Limited"」を発売。プロジェクター式ディスチャージヘッドランプ（ロービーム・オートレベリング機能、コンライト（ライト自動点灯・消灯システム）付）を特別装備するとともに、スマートエントリー&スタートシステム、盗難防止システム（エンジンイモビライザーシステム）、花粉除去モード付オートエアコン&プッシュ式ヒーターコントロールパネル、運転席・助手席バニティミラー付サンバイザー（運転席チケットホルダー付）を採用し、利便性・快適性能を向上。さらに、外気温などを確認できるドライブメーター、タコメーター、フロントパーソナルランプなどを装備した。ボディカラーは専用色のダークグレーマイカを含む5色を設定。先述の特別仕様車の「1.5G"Classico"」同様、トランスミッションは前輪駆動、四輪駆動共にSuper CVT-iのみの設定となる。
- 2012年
  - 3月 - 「"GT"（TRD Turbo）」の受注を終了。
  - 5月10日 - フルモデルチェンジに伴い、国内向けのE140型カローラアクシオ販売終了。ただし1.5L 前輪駆動のCVT車のみ同年6月10日に販売終了。

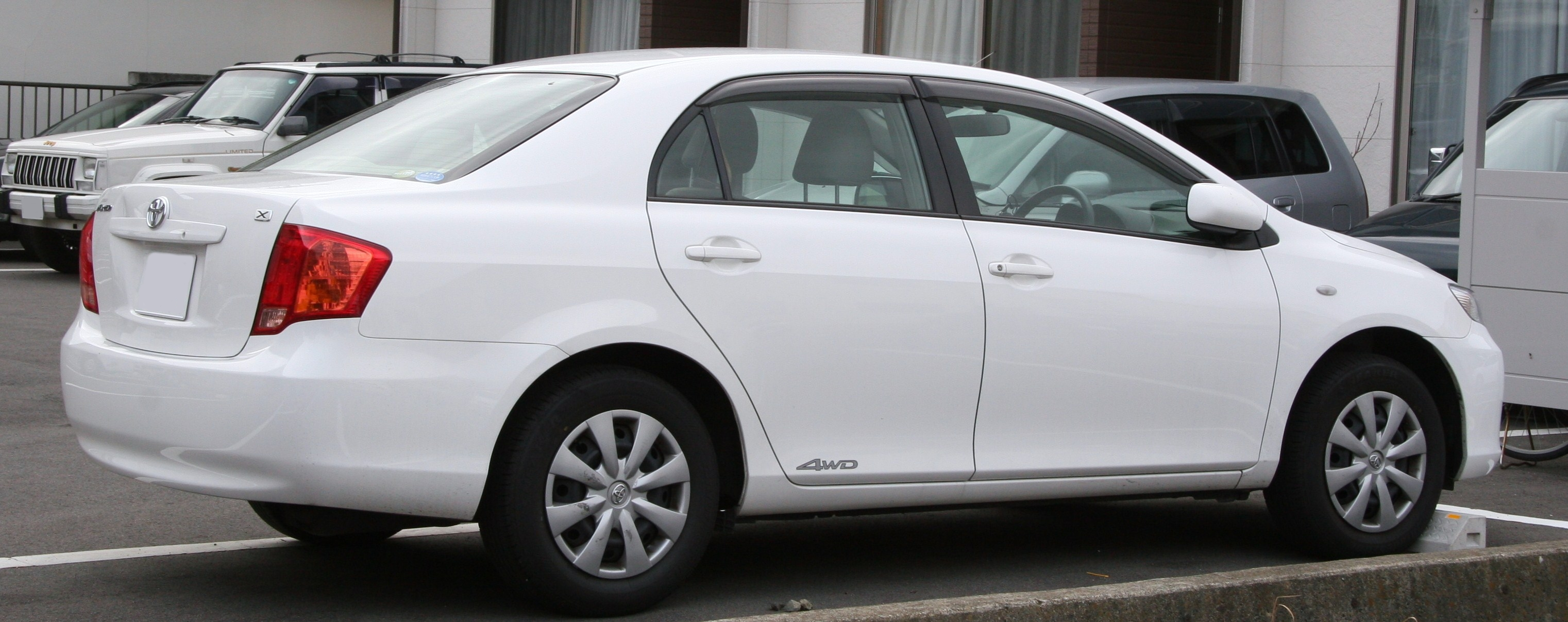
2006年型1.5 X（四輪駆動）後
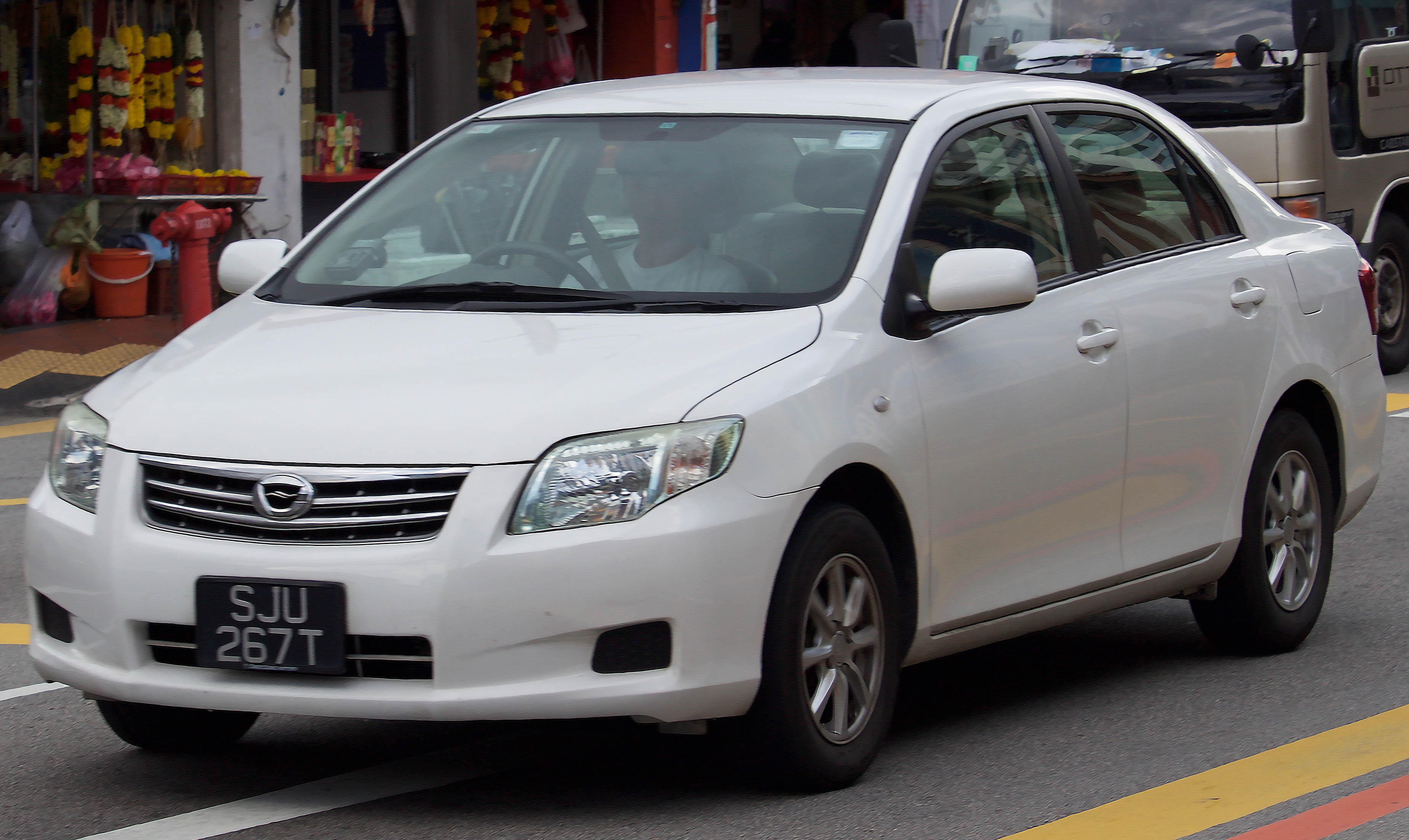
2008年型（一部改良前）1.5 X （NZE141）
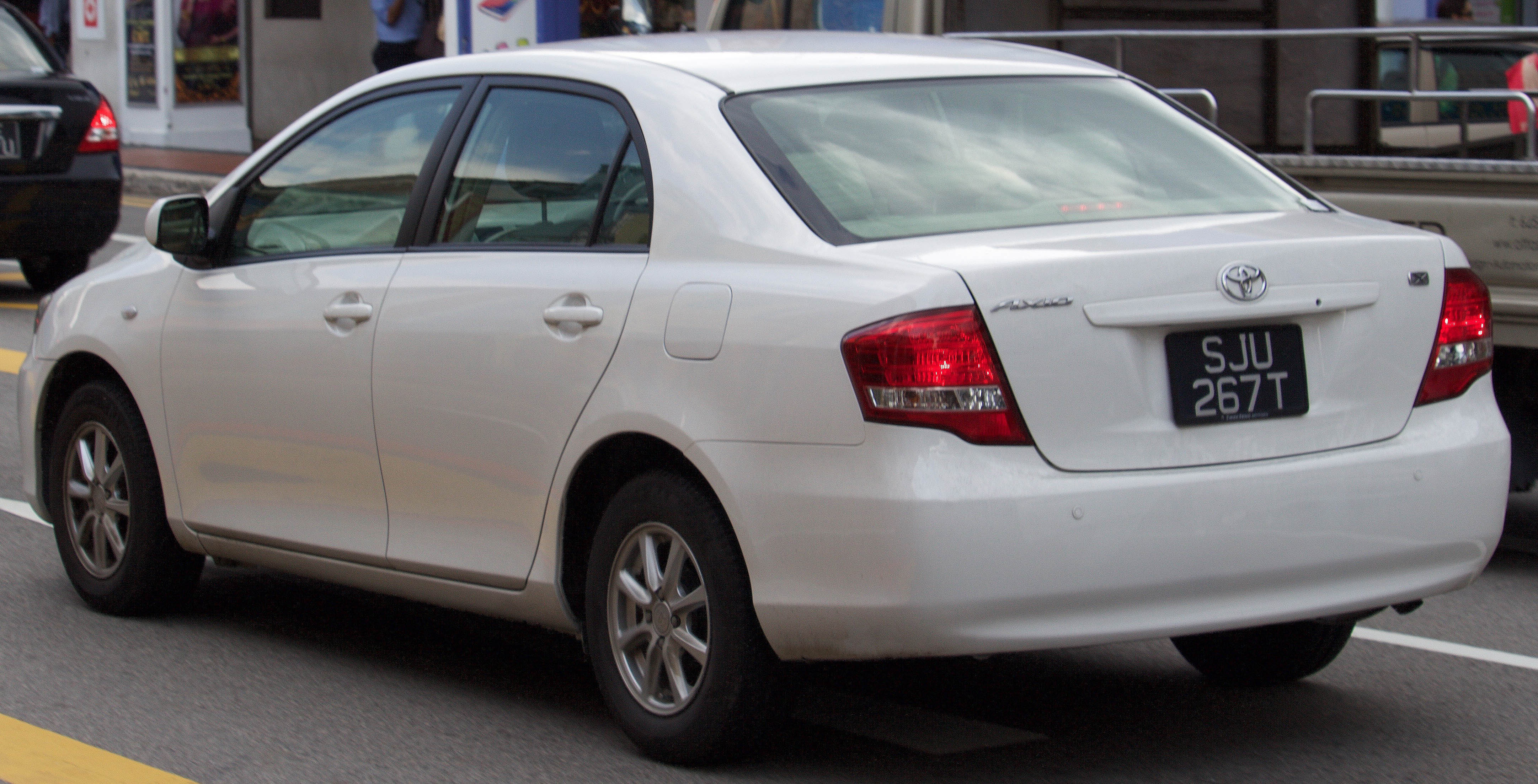
2008年型（一部改良前）1.5 X 後
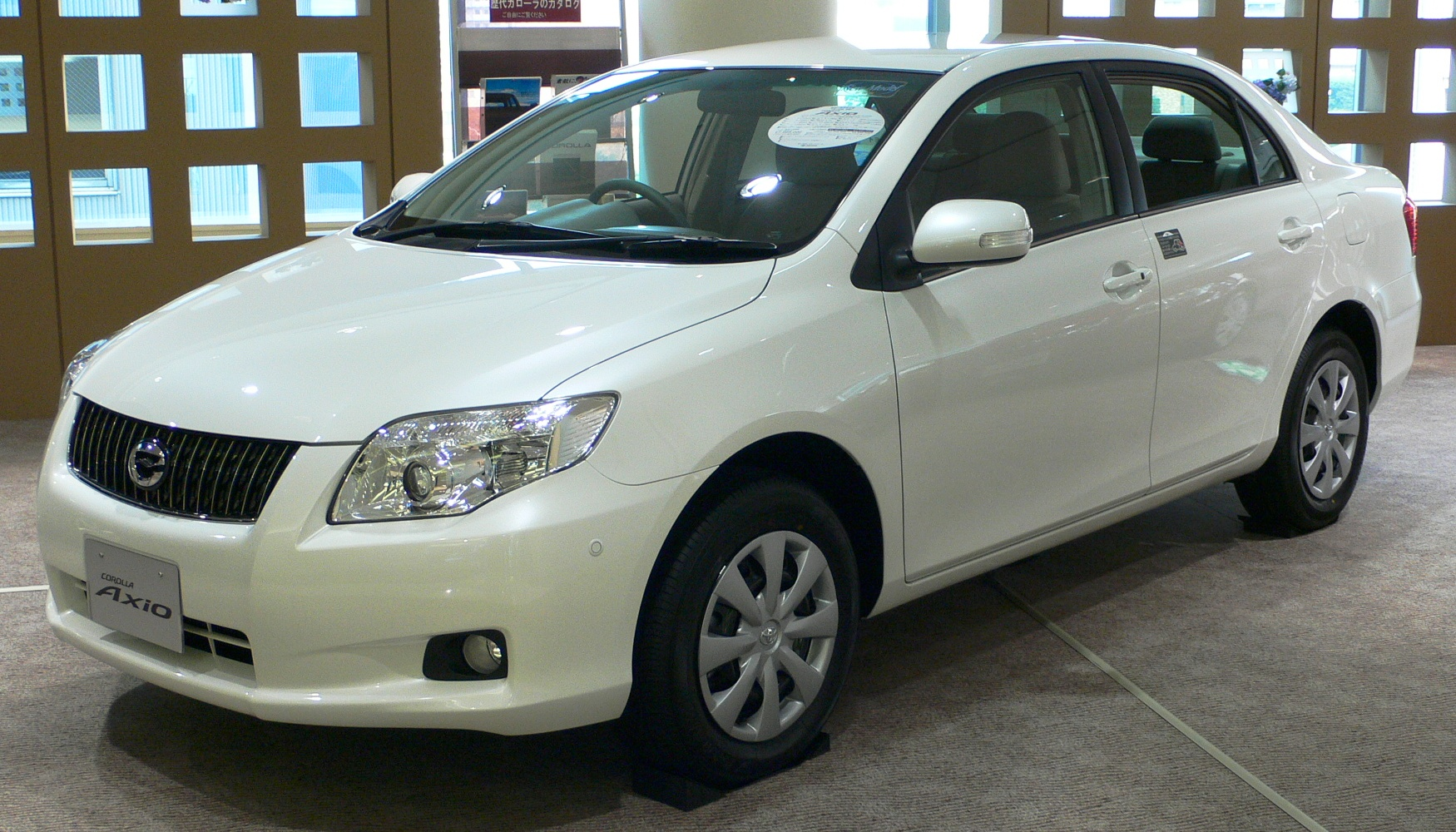
2006年型1.8 LUXEL（ZRE142）
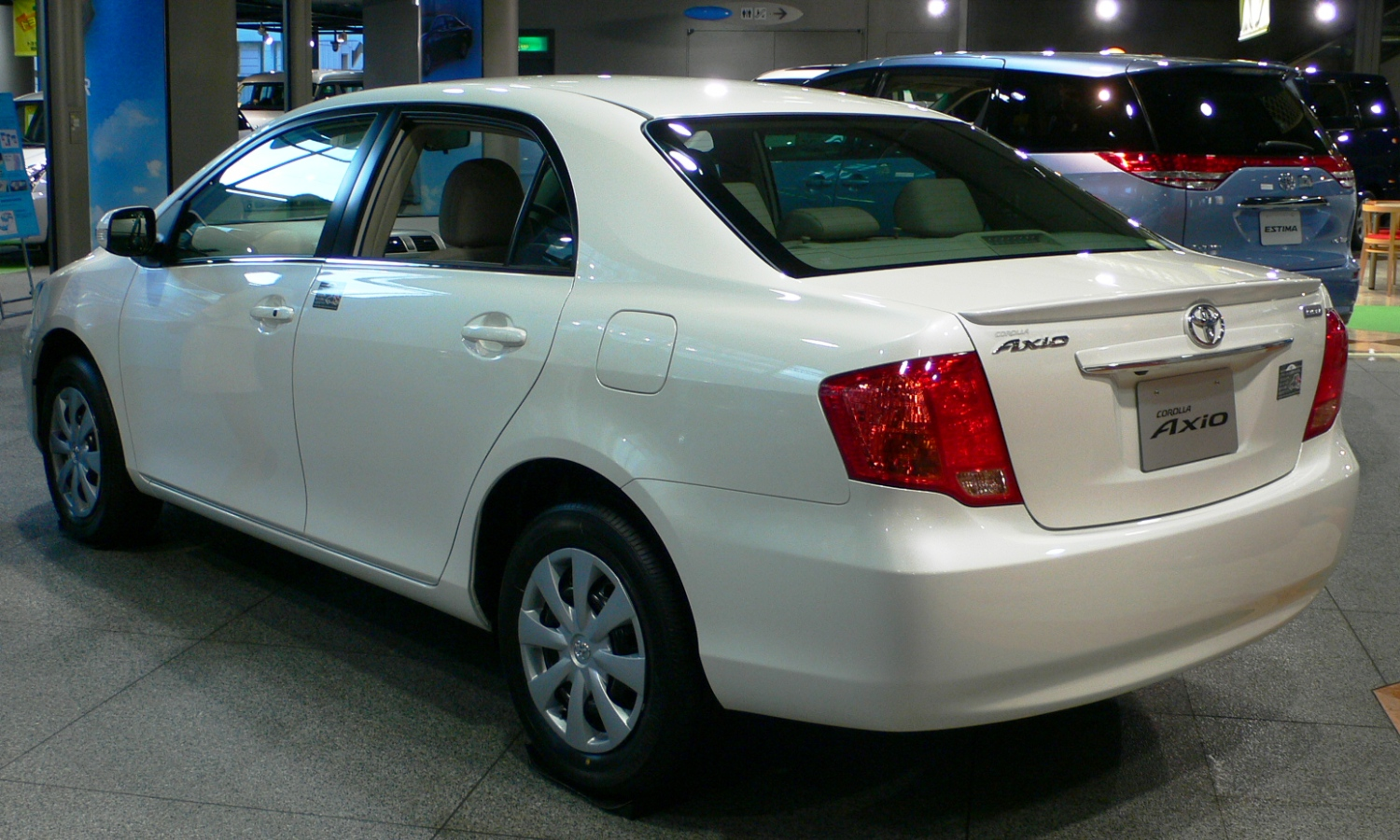
2006年型1.8 LUXEL 後

### グレード
※2010年4月以降
1.5 X "ビジネスパッケージ"
法人ドライバー向けに特化した最廉価グレード。ハロゲンランプ（マルチリフレクター）、液晶式オドメーター/ツイントリップメーター（瞬間燃費測定計機能あり）・LED式エコドライブインジケーターランプ（負圧表示灯）付（前輪駆動・5速MT車は除く）アナログメーター（タコメーターは非装備）、マニュアルエアコン、リアガラスアンテナ等が装備されている。ただしパワーウィンドウは未装備（ただしメーカーオプションで設定あり）。このほか15インチタイヤ&15インチホイールが（185/65R15 88S & 15×5.5Jスチール）標準装備となる。このグレードに限りフロントエンブレムが「NCV」をモチーフとしたエンブレムではなく、トヨタのCIが用いられたエンブレムが装着され、さらにラジエターグリルとサイドドアアウターハンドルがそれぞれ未塗装（無地ブラック）となる。ボディカラーはスーパーホワイトIIとシルバーメタリックの2色に限定され、インテリアカラーはグレーのみとなる。
1.5 X
（オーナードライバー向けの）基本グレードにして最量販グレード。1.5 X "ビジネスパッケージ"同様、タコメーターなしの液晶式オドメーター/ツイントリップメーター（瞬間燃費測定計機能あり）・LED式エコドライブインジケーターランプ（負圧表示灯）付（前輪駆動・5MT車は除く）アナログメーターとマニュアルエアコン、リアガラスアンテナの標準装備が基本だが、これに加え、「NCV」エンブレム付メッキモールディングフロントラジエターグリル、パワーウィンドゥ、マニュアルエアコン、2スピーカー（オーディオレス）、ワイヤレスドアロック・リモート・コントロール、ブラックアウトドアサッシュ、カラードサイドドアアウターハンドル、上下調整式トリプル（左右・中央）リヤヘッドレスト等が装備されている。
1.5 G
オーナードライバー向けに特化した上級グレード。Xの装備に加えて、タコメーター付アナログメーター、オートエアコン、4スピーカー（オーディオレス）、スライド機能付コンソール・ボックス、バニティミラー付サンバイザー、リアセンターアームレスト等を装備した中堅グレードである。
1.8 LUXEL（ラグゼール）
オーナードライバー向けに特化した最上級グレード。リア・スポイラー、オプティトロン・メーター、温熱フロント・シート、6:4分割可倒式リアシート（トランクスルー機構付）、スマートキー、ディスチャージヘッドランプ、フロント・フォグランプ等の各種豪華装備が装着された上級グレードである。1.5Lモデル同様15インチタイヤ&15インチホイールが採用されるがタイヤサイズのみ異なる（185/65R15 88S → 195/65R15 91S）。またメーカーオプションで15インチタイヤ&15インチアルミホイール（195/65R15 91S & 15×6J）の装着設定がある。
1.8 LUXEL αエディション
LUXELの主要装備に加えて、SRSサイド・エアバッグ・カーテンシールドエアバッグ、VSC&TRC、プリクラッシュ・セーフティー・システム、5.8型ディスプレイ・CDオーディオ（4スピーカー）、インテリジェント・パーキング・アシスト、レーダークルーズコントロールが追加されたプレミアム仕様である。

## 2代目（シリーズ通算11代目） E16#型（2012年 - ）
日本仕様2012年 -
中華圏特別行政区（香港・マカオ）仕様2013年 - 2020年
キャッチコピーは『コレカラカローラ』。フィールダーとともにフルモデルチェンジ。型式は先代をベースとした輸出仕様がE150型を名乗るため、E160型となる。国内目標月間販売台数は3,000台（発表当時。フィールダーは同4,000台）。国内向けの（のち香港・マカオ向けも）カローラとしては、この代よりこれまでのMCプラットフォームからヴィッツ系のBプラットフォームに変更された。先々代のE12#後期型および先代のE14#型のボディサイズがミドルセダンの下限値に達するほど大型化した反省から、先代と比べて全長を50mm短縮した。全長を短縮したのはカローラ史上初のことである。このことから先代アクシオ以上に国外向けのカローラとは完全に独立して独自の進化を遂げていくことになる。最小回転半径は4.9mとし、取り回し性を向上。ボディのCd値は0.28を達成している。
エンジンは、1.3L車にはダイハツ工業と共同開発した1NR-FE型が搭載され、1.5Lには1NZ-FE型を先代から継続。このうち、1.5Lの前輪駆動車に限り5速MTも選択できた。四輪駆動システムはアクティブトルクコントロール4WD。
インテリアではインパネ・Gグレード以上のドアトリム上部のソフトパッドが廃止されたほか、「1.5LUXEL」以外の下位グレードのリアシートの形状がヘッドレスト付きのローバックリアシートからヘッドレスト一体型のハイバックリアシートに変更された。「1.3X"G EDITION"」を除く「X」系グレードはタコメーターが省略された1眼メーターが標準装備される。前期型では端正だがやや寸詰まり感の強いスタイリングと質感が低下したインテリアが不評となり、翌年のハイブリッドモデル追加や2015年3月のマイナーチェンジと、大幅にテコ入れされることとなる。
先述の通り、このE160型アクシオはBセグメント用プラットフォームが用いられたため、結果的にかつて同社から発売されていたターセルセダン/コルサセダン、およびプラッツ、ベルタや現在日本国外専売車種として発売されているヴィオス、およびヤリスセダン/サイオン・iA（後にヤリスiAを経てヤリスセダンに改称）、エティオスなどのクラスとほぼ同じ位置づけとなっている。
生産拠点は先代モデル（E140型カローラアクシオ）の後期最終型から引き続き、宮城県のトヨタ自動車東日本大衡工場（本社。旧・セントラル自動車大衡工場）が担当する。当初は後述のベルタの廃止に伴い、カローラ店も含めたトヨタ全店で販売する計画があり、当時は見送られたが、2019年4月1日に東京都での販売チャネル制度の廃止に伴いトヨタモビリティ東京を含む東京都内のトヨタ全店での販売に移行。東京都以外の地域でも2020年5月1日よりトヨタ全店（東かがわトヨタ自動車販売では取り扱わない）での販売に移行された。2021年3月末にプレミオとアリオンの生産終了に伴い、以降は国産乗用車で唯一新車で購入可能な5ナンバーサイズセダンとなった。

### 年表
- 2012年
  - 5月11日 - フルモデルチェンジ[8]（1.5L・前輪駆動・CVT車は少し遅れて6月11日販売開始）。今回の小型化および1.3L車の追加により、今までの日本国内でのトヨタブランド最小の4ドアセダンであったベルタ（輸出名：ヤリスセダン（初代）[注釈 15]/ヴィオス（2代目））は後継車を日本では販売せずにアクシオに車種統合した（海外はフルモデルチェンジして継続）。
  - 11月28日 - JNCAP 2012年度自動車アセスメント（前期）において、「JNCAP新・安全性能総合評価ファイブスター賞」を獲得。2011年度から導入された新・安全性能総合評価に基づく同賞で、排気量1.5L以下の小型セダンでの受賞は、当車種が初となる[10]。
- 2013年
  - 2月 - 香港およびマカオへ導入開始[注釈 16]。なお、1.5Gのフロントグリルのエンブレムは「1.3/1.5X "ビジネスパッケージ"」を除く国内向けの2代目カローラアクシオ同様、「NCV」をモチーフとしたエンブレムが採用される。
  - 8月6日 - ハイブリッド車（型式・NKE165）を追加。ハイブリッド車の国内目標月間販売台数は1,000台（発表当時）。
    - ハイブリッドシステムは3代目プリウスやアクア、さらに同時発表されたカローラフィールダーハイブリッド（以下「フィールダーHV」）などと同様、「リダクション機構付THS-II」を採用。メカニズムもアクアとほぼ同一（カローラ向けにチューニングされている点を除けば、エンジンとモーター、燃料タンクとバッテリーの容量と配置、さらにはゲート式のフロアシフトまで共通）である。燃費性能はJC08モードで33.0km/L（平成27年度燃費基準+20%達成）を実現した。ただしメーターパネルはプリウスやアクアなどのデジタル式のメーターに対し、アクシオHVとフィールダーHVではいずれも4.2インチTFTマルチインフォメーションディスプレイのほか、ハイブリッド車の普及を念頭に、従来の非ハイブリッド車（ガソリン車・ディーゼル車）からの乗換を前提とした保守的なユーザーに配慮する理由でタコメーター付のアナログ式2眼メーターが用いられる[注釈 17][11]。ハイブリッド化に伴い、ボディの後方部分のスポット溶接の箇所を最大48か所に増し打ちし、ボディ剛性を強化し乗り心地や静粛性を向上させた。
    - 外観はカローラシリーズ専用のNCVエンブレムにシナジーブルーが施され、メッキを施した専用フロントグリルを採用することで非ハイブリッド車と差別化。ボディカラーも非ハイブリッド車と同一のラインナップに加え、ハイブリッド専用色として新色の「ライトブルーメタリック」も設定される。
    - なお、同社としての5ナンバーサイズの3ボックス型セダンを用いたハイブリッドカーとしては、1997年12月に販売を開始し2003年8月に販売を終了した初代プリウス（NHW10/11型）以来、10年ぶりに投入される事となった。

- 2015年
  - 3月30日 - マイナーチェンジ（同年4月1日販売開始）[12]。
    - トヨタ車では初となるレーザーレーダーとカメラを組み合わて高い認識性能と信頼性を両立し、衝突回避支援型プリクラッシュセーフティ（PCS）・レーンディパーチャーアラート（LDA）・オートマチックハイビーム（AHB）をパッケージ化した「Toyota Safety Sense C」を「1.5G」と「HYBRID G」に標準装備、「1.3/1.5X（「ビジネスパッケージ」を含む）」と「HYBRID」にメーカーオプション設定。併せて、シフト操作時における急発進を抑制するドライブスタートコントロールや緊急ブレーキシグナルを全車標準装備して安全面を強化した。
    - 前期型で不評であった外観は、「モダン」と「スポーティー」をテーマにデザイン。前期型ではフィールダーと別意匠のフロントグリル（ただしハイブリッド車用は除く）が装着されていたが、今回改良にてフィールダーとほぼ同一の意匠（キーンルック）となった。フロントバンパーのロアグリルを拡大し、アッパーグリルからヘッドランプへ連続したメッキ加飾を施し、サイドへ流れるバンパー下端の造形を採用し北米向けカローラ（11代目）やカムリ（9代目後期型）、果ては別カテゴリーに属するエスティマ（3代目後期型）やタンク（ダイハツ・トールのOEM）などにも通じるフロントマスクとなった。リアビューはテールランプとリアバンパー形状を変更。
    - 内装色はシート表皮とピラートリム、ルーフ内張りを除きほぼブラックで統一され、「1.5G」と「HYBRID G」のステアリングホイールやシフトノブの本革巻きにスムースシボを採用。CVT車は運転席にフットレストを標準装備した。ボディカラーには「ヴィンテージブラウンパールクリスタルシャイン（有料色）」を追加し、シート表皮の色には「1.5G」、および「HYBRID G」にそれぞれフラクセン（ベージュ）を追加設定した。また、今回より非ハイブリッド車もボディの後方部分のスポット溶接の溶接箇所を数十か所増し打ちし、ハイブリッド車とほぼ同様にボディ剛性を強化し、乗り心地や静粛性を向上させたほか、2014年4月にマイナーチェンジを実施した3代目中期型ヴィッツ同様、足回りにおけるコイルスプリングとショックアブソーバーの改良を実施したことでハンドリング性能（操舵安定性能）を向上させた。
    - 1.5Lガソリン・前輪駆動・CVT車はハイブリッド車に採用されているアトキンソンサイクルやVVT-iEを搭載した2NR-FKE型に置換し、オプション設定となっていた「Stop & Start System」を標準装備化。JC08モード燃費23.4km/Lを達成してハイブリッドカーを除く既存の排気量1.5Lクラスの自然吸気仕様のガソリン登録車としてはトップの燃費性能となった。ハイブリッド車もハイブリッドシステムの高効率化により燃費を向上し（33.0km/L → 33.8km/L）、1.5Lガソリン・前輪駆動・CVT車は「平成32年度燃費基準」、ハイブリッド車は「平成32年度燃費基準+20%」をそれぞれ達成した。
    - 非ハイブリッド車のグレード体系が見直され、非ハイブリッド車の各最上位グレードである「1.3X"G EDITION"」、および「1.5LUXEL」がいずれも発売当初から販売不振だったため、E120型前期型 - E160型前期型まで中堅グレードとして設定されていた「1.5G」に集約・統合することで共に廃止し、3グレード体系に整理された（ハイブリッド車はこれまで通り2グレード体系）。尤も、E80型セダン以来続いてきた最高価格帯グレード[注釈 18]に必ず標準装備されていた6:4分割式トランクスルー機構が日本国内仕様12代目カローラセダン「W×B」（1.2L 6MT/1.8L CVT各ガソリン車、および1.8Lハイブリッド車）が登場するまで一旦、消滅する形となった。
    - 本改良に伴い、CMキャラクターに新たに木村拓哉を起用した[注釈 19]。

  - 4月 - 香港、およびマカオでマイナーチェンジ。このマイナーチェンジに伴い、新たにハイブリッド車が追加された。
  - 6月 - 「Toyota Safety Sense C」を標準搭載したE160型カローラアクシオの「HYBRID G」がJNCAP予防安全アセスメントで最高評価の「先進安全車プラス（ASV+）」を排気量1,500cc以下の小型セダンで初めて獲得。全46点満点中、満点の評価となった[13][14]。
- 2016年
  - 5月10日 - カローラシリーズの生誕50年を記念した特別仕様車「1.5G"W×B（ダブル バイ ビー[注釈 20]）"」及び「HYBRID G"W×B"」を発売[15]。
    - 2012年12月より[注釈 21]フィールダーにラインナップされている「W×B」のアクシオバージョンとしての位置づけ。「1.5G」・「HYBRID G」をベースに、外観はアッパー部分にスモーク塗装とメッキ加飾、ロア部はメッキ加飾のドットパターンとした専用フロントグリル、Bi-Beam LEDとLEDクリアランスランプ（ブラックエクステンション）を組み合わせたヘッドランプを採用し、ダークスモークタイプの専用リヤコンビランプを装備。サイド部分にはカラードサイドマットガード（サイドスカート）、アルミホイール[注釈 22]を特別装備。内装ではフロントシートにファブリックと合成皮革コンビネーションとしたスポーツシート、ステアリングとシフトノブにピアノブラック加飾の本革巻きをそれぞれ採用し、随所にホワイトステッチやピアノブラック加飾を施した。装備面ではスマートエントリー&スタートシステムなどを特別装備する。ボディカラーは「ブラックマイカ」、「ホワイトパールクリスタルシャイン」に加え、カローラフィールダー「W×B」の専用色である特別設定色「クールボルドーガラスフレーク」を加えた3色を設定する。

  - 7月11日 - E160型カローラアクシオでは前述の「"W×B"」シリーズに続く生誕50年記念特別仕様車「HYBRID G"50 Limited（ゴーマル リミテッド）"」を発表（9月1日販売開始[注釈 23]）[16]。
    - 「HYBRID G」をベースに、デザイン部で保管されてきた初代カローラのカラーサンプルをもとに今日の技術によって忠実に再現した赤を合成皮革スポーツシート（シートそのものの形状は基本的に「"W×B"」シリーズ用とほぼ共通）をはじめとする内装に採用し、初代モデルに採用されていた花冠エンブレムをシートの背もたれやリア車名エンブレムの下に配置した。
    - 外観はフロントロアグリルをアクシオ/フィールダー「"W×B"」シリーズと共通のドットパターンに変更したほか、Bi-Beam LEDヘッドランプを特別装備し、タイヤサイズを185/55R16 83Vに変更し、サイズ変更に合わせてアルミホイールも16×5½Jにサイズアップした。ボディカラーは「ホワイトパールクリスタルシャイン」と「ブラックマイカ」の2色を設定する。なお、本特別仕様車は、千葉県千葉市美浜区にある幕張メッセにて同年8月5日 - 8月7日まで開催された日本国内の自動車文化及び歴史を名車とともに紹介するイベント「オートモビル カウンシル 2016」にE10型カローラ1100DX（前期型2ドアセダン）、およびTE27型カローラレビン（後期型）、TE71型カローラ1600GT（前期型4ドアセダン）とともに出展された[17][18]。

  - 11月5日（補足） - 日本国内でのカローラシリーズの発売から50年を迎えた。
- 2017年
  - 10月11日 - 2度目のマイナーチェンジ[19]。
    - 2016年5月に特別仕様車として発売された「1.5G"W×B"」と「HYBRID G"W×B"」がカタロググレードに昇格。その上で、インテリジェントクリアランスソナー（パーキングサポートブレーキ）が新たに採用され、「1.5G」と「HYBRID G」（其々の「W×B」を含む）に標準装備、それ以外のCVT車全グレードにオプション設定。また、「1.5G」CVT車ではメーター意匠が変更[注釈 24]。従来はグレード別設定（メーカーオプション設定または標準装備）だった「Toyota Safety Sense C」を全車に拡大して標準装備された。さらに、「W×B」に標準装備されているスマートエントリー&スタートシステムを「HYBRID G」にも拡大して標準装備、「1.5G」にメーカーオプション設定され、クルーズコントロールを「HYBRID G」と「HYBRID G"W×B"」に標準装備された。
    - 外観はフロントバンパーやグリルを意匠変更。内装は「X」系グレードと「HYBRID」を除く全グレードの助手席インストルメントパネルにメッキ加飾が施され、「X」系グレードと「HYBRID」はシート色がブラックに変更された。ボディカラーは「メローシルバーメタリック」と「ダークブルーマイカ」を廃止する替わりに、従来は「W×B」専用色だった「クールボルドーガラスフレーク（オプションカラー）」を「X」系・「1.5G」・「HYBRID」・「HYBRID G」専用色に移行し、「アバンギャルドブロンズメタリック」を設定した。「W×B」は、外観はグリルをメッシュパターンに変更し、リアスポイラーを新たに採用。内装はシート表皮が変更され、シートバックにはグレーのストライプ加飾を施した。また、既にフィールダー「W×B」で設定されている専用シート色ホワイトをメーカーオプションで新たに設定した。ボディカラーは設定グレードが変更された「クールボルドーガラスフレーク（オプションカラー）」に替わり、新たに専用色（オプションカラー）の「ブラッキッシュアゲハガラスフレーク」と「センシュアルレッドマイカ」を追加し、4色展開となった。ハイブリッド車は制御改良により燃費性能が向上され、34.4km/L（JC08モード燃費）を達成した。なお、中期型以前まで「G」系グレード以上で標準装備されていたタコメーターは今回のマイナーチェンジより1.5Lの前輪駆動の5MT仕様車を除く「X」系グレードもインテリジェントクリアランスソナー、およびマルチインフォメーションディスプレイ付き3眼メーターとセットでメーカーオプション[注釈 25]として設定されるようになった。

  - 12月 - 香港およびマカオへのハイブリッド車の輸出を終了し、2018年3月までに現地でのハイブリッド車の販売を終了。
- 2018年
  - 2月1日（補足）- 教習車「トヨタ教習車」（2代目）が公式発表され、同日より販売が開始された[20][21]。外観や主要装備はカローラアクシオの「1.5 X」に準じるが、衝突回避支援パッケージ「Toyota Safety Sense C」およびインテリジェントクリアランスソナー（パーキングサポートブレーキ）は設定がなくタコメーターが装着されており、フロントのエンブレムがトヨタのCIに変更され、リアは車名エンブレムが省かれている。また、教習車特有の装備として、指導員用インジケーターランプ（サイドターン&ブレーキ）や指導員用ドアミラーが追加されている違いがある。2WD(FF)のみの設定でエンジンは1NZ-FEのみ。なお、「トヨタ教習車」は2017年5月で受注受付が終了となったコンフォートの教習車仕様[注釈 26]の後継車種となる関係上、取扱店はトヨペット店となる。
  - 4月 - 衝突回避支援パッケージの名称を「Toyota Safety Sense C」から、「Toyota Safety Sense」に変更している[22]。（公式発表無し）
- 2019年
  - 8月27日 - 仕様変更（9月2日発売）。12代目カローラセダンおよびカローラツーリングの国内販売開始に伴い、1.3Lガソリン車を終売とし、ラインアップを1.5Lガソリン車の「EX」とハイブリッド車の「HYBRID EX」の2グレードに整理（カローラフィールダーと共通化）。ボディカラーはスーパーホワイトII、シルバーメタリック、ブラックマイカ、アバンギャルドブロンズメタリックの4色となった。
  - 12月 - 香港およびマカオへの1.5Lガソリン車の輸出を終了し、2020年3月までに現地での販売を終了。これ以後、2代目アクシオは名実共に再び日本国内専用車として回帰することとなった。
- 2020年9月 - 仕様変更（公式発表なし）。WLTCモード走行による排出ガス並びに燃料消費率（「EX」の2WD・CVT車と「HYBRID EX」はJC08モードでの燃料消費率も併記）に対応し、「HYBRID EX」は「平成30年排出ガス基準75%低減レベル（☆☆☆☆☆）」認定、「EX」の2WD・CVT車は「同50%低減レベル（☆☆☆☆）」認定をそれぞれ取得。なお、「HYBRID EX」はJC08モードでの燃料消費率が低下したため、「2020年度燃費基準+40%達成」となった。
- 2021年
  - 4月 - 仕様変更（公式発表なし）。「EX」の2WD・CVT車と「HYBRID EX」が2030年度燃費基準優良車となり、「HYBRID EX」は2030年度燃費基準達成、「EX」の2WD・CVT車は同70%達成となった[23]。
  - 9月6日 - 一部改良[24]。「Toyota Safety Sense」のプリクラッシュセーフティを歩行者（昼）検知機能付衝突回避支援タイプへ変更され、コンライトを全車に標準装備された。なお、2015年3月のマイナーチェンジモデル以降から2021年9月の一部改良モデルより前のプリクラッシュセーフティ搭載車においては「プリクラッシュセーフティ 昼間の歩行者検知機能追加キット」によるソフトウェアのアップグレードが可能となったことも発表された。また、「HYBRID EX」は左右サイドフェンダーに装着されていた「HYBRID」エンブレムが廃止された。
- 2022年8月22日 - 一部改良[25]。ヘッドランプがマニュアルレベリング機能付プロジェクター式LEDヘッドランプ(ブラックベゼル)になり、リヤコンビランプは「W×B」用だったダークスモークタイプに変更。パーキングブレーキの右隣にアクセサリーソケットを備えた横トレイとコンソール上部に充電用USB端子（Type-C/1個）を追加。従来「HYBRID EX」のみに装備されていた「ナノイー」を「ナノイーX」に変更の上、「EX」にも拡大して全車標準装備（マニュアルエアコンへの「ナノイーX」の搭載はトヨタ車初）。内装はブラックのファブリックに刷新された。また、トヨタ教習車も上記にほぼ準拠した一部改良を実施しているがLEDヘッドランプは装備されずハロゲンのまま、リヤコンビランプも従来どおりのものとなる。
- 2024年
  - 3月1日 - 一部改良（公式発表なし）[26]。HEV車とガソリンCVT車にインテリジェントクリアランスソナーを、ガソリンMT車にバックモニター内蔵自動防眩式ルームミラーを標準装備した。これに伴いガソリンCVT車は3眼メーター(タコメーター＆マルチインフォメーションディスプレイ付き)も標準装備となった。また、HEV車のエンブレムがこれまでの「HYBRID SYNERGY DRIVE」から5代目プリウス以降の車種に採用されている「（Beyond Zeroマーク）HEV」に変更になった。なおトヨタ教習車はMT車、CVT車ともにバックモニター内蔵自動防眩式ルームミラーが新たに標準装備となった。
  - 6月3日 - 国土交通省は、カローラアクシオの「型式指定」を巡り不正行為が見つかったとして、安全性が基準に適合しているか確認できるまで出荷停止を指示した[27]。
  - 6月5日 - トヨタ自動車が、認証不正に伴い、カローラアクシオを含む3車種の生産を同月6～28日の間、停止すると明らかにした[28]。その後生産停止期間が延長されたが9月2日から生産を再開[29]。
- 2025年
  - 2月15日 - カローラアクシオ、カローラフィールダー、ならびにトヨタ教習車を同年10月末をもって生産を終了すると発表[30]。

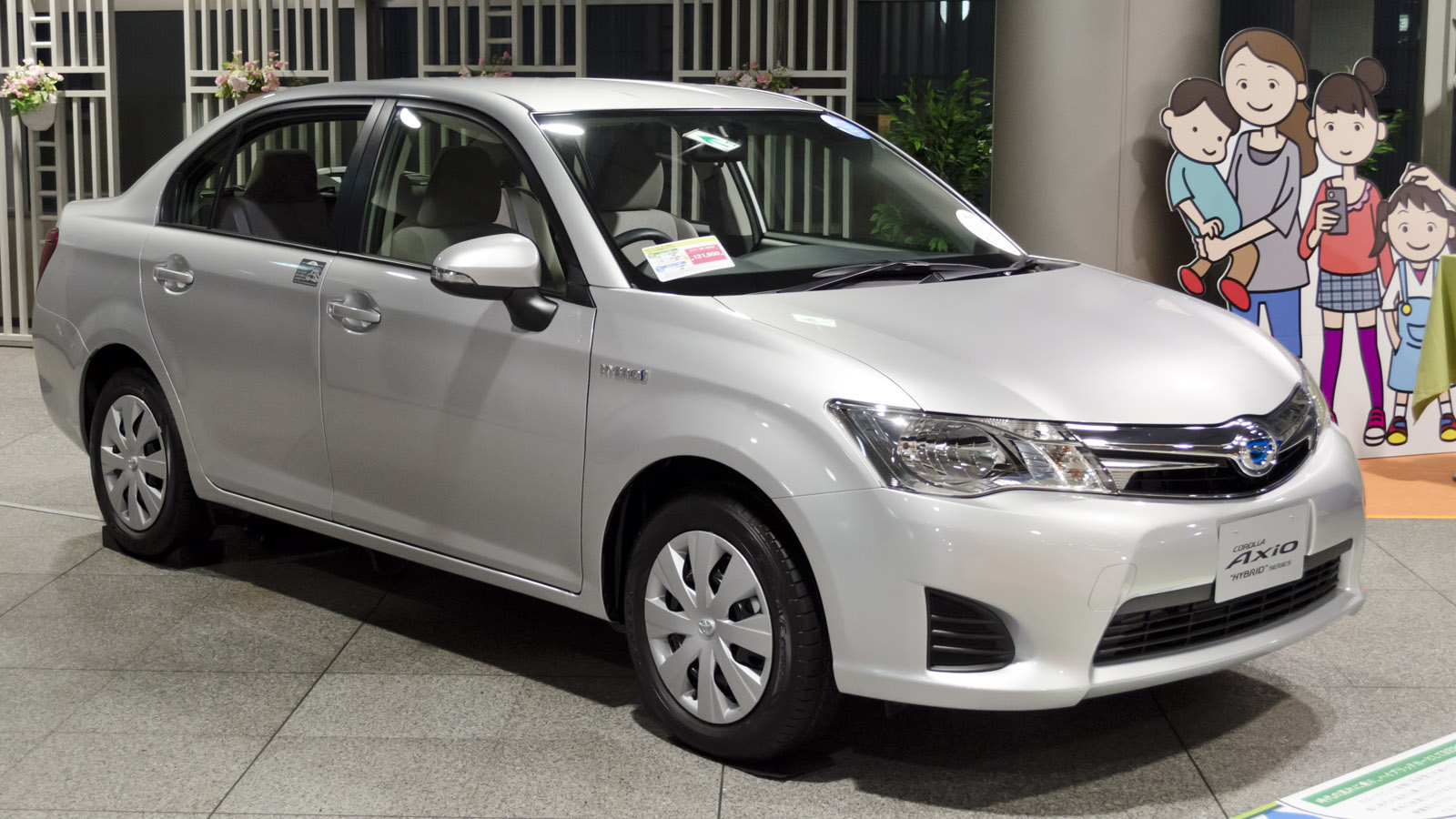
2013年型 HYBRID（NKE165）
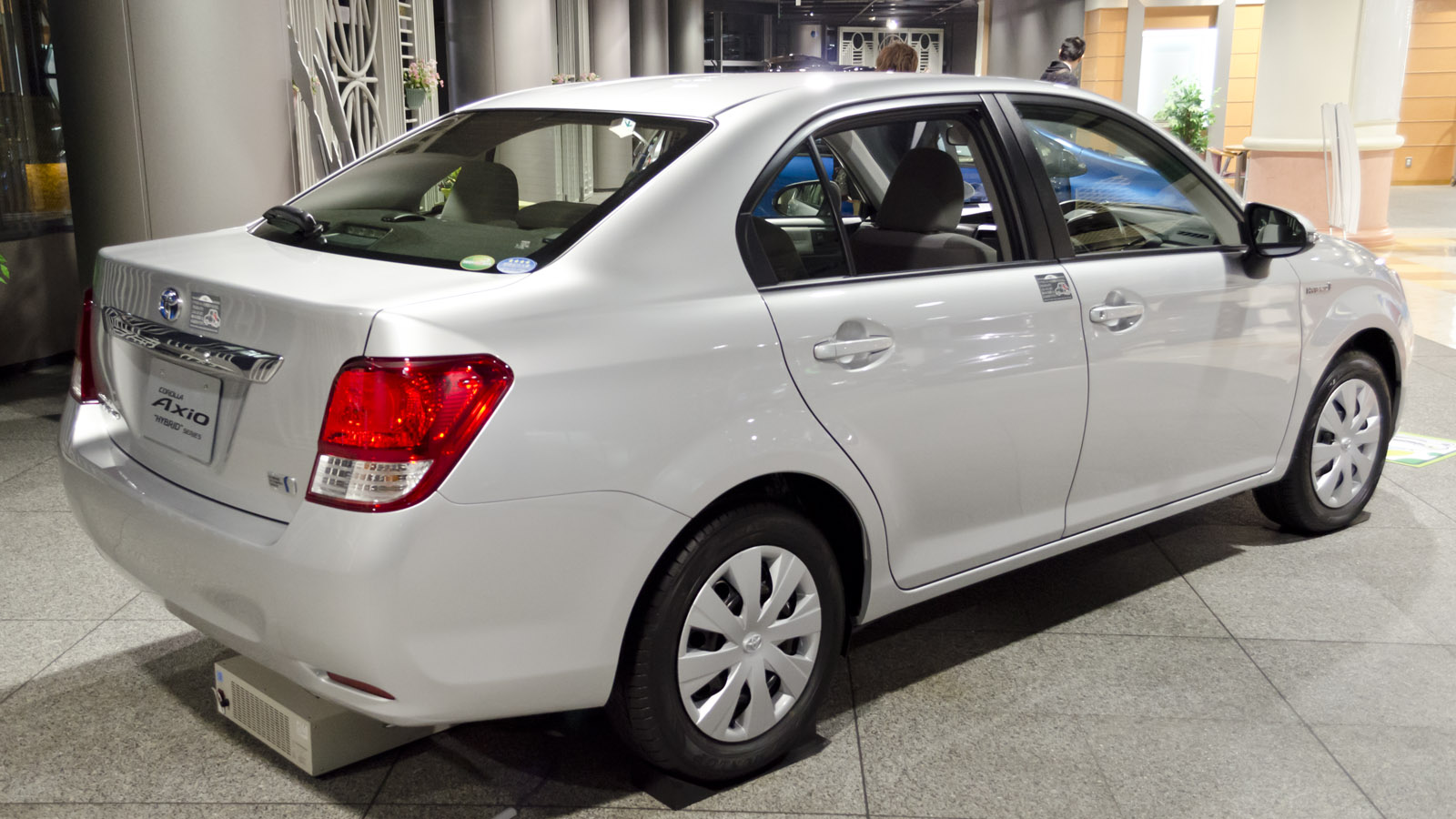
2013年型 HYBRID 後
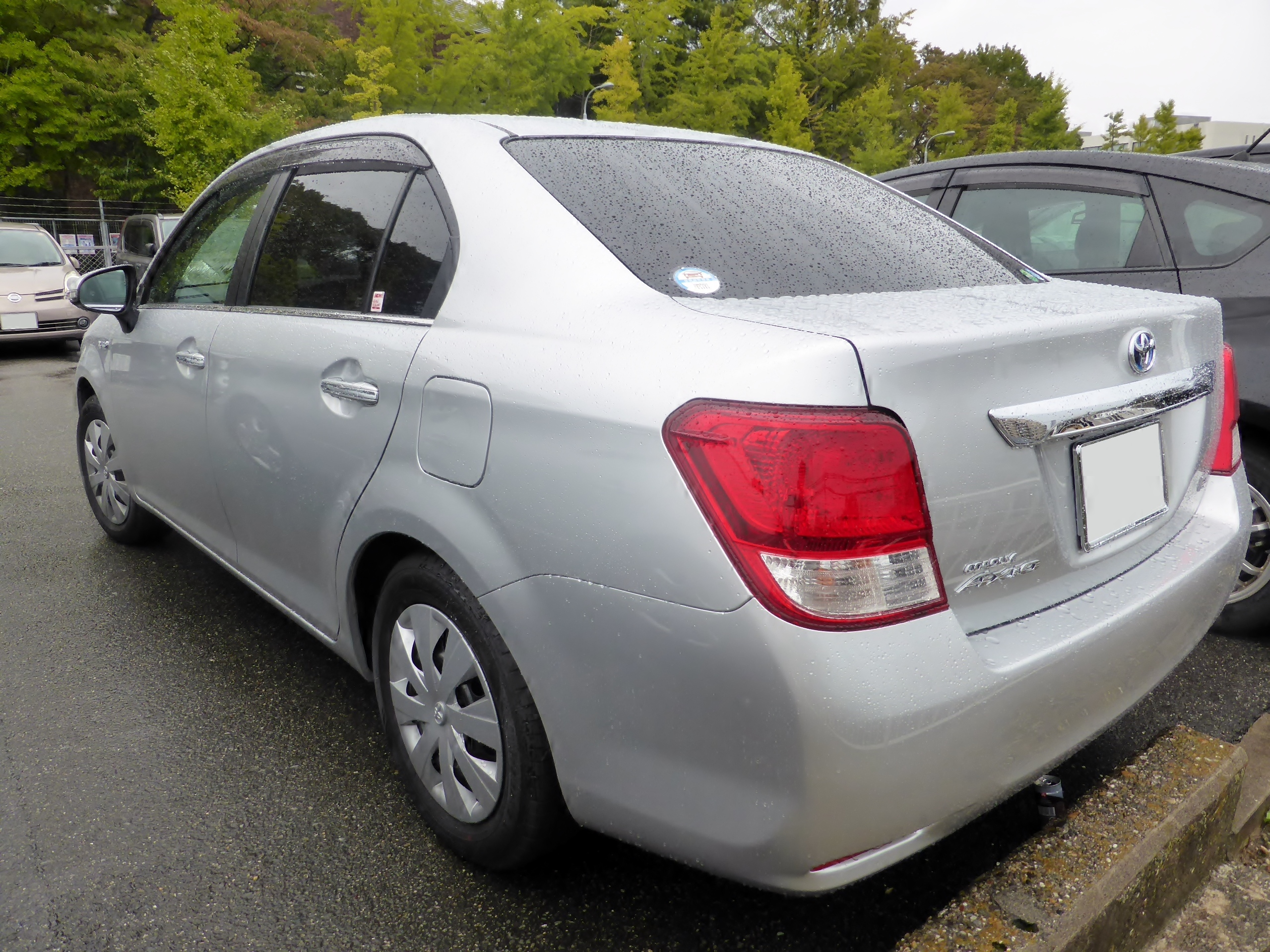
2013年型 HYBRID G 後
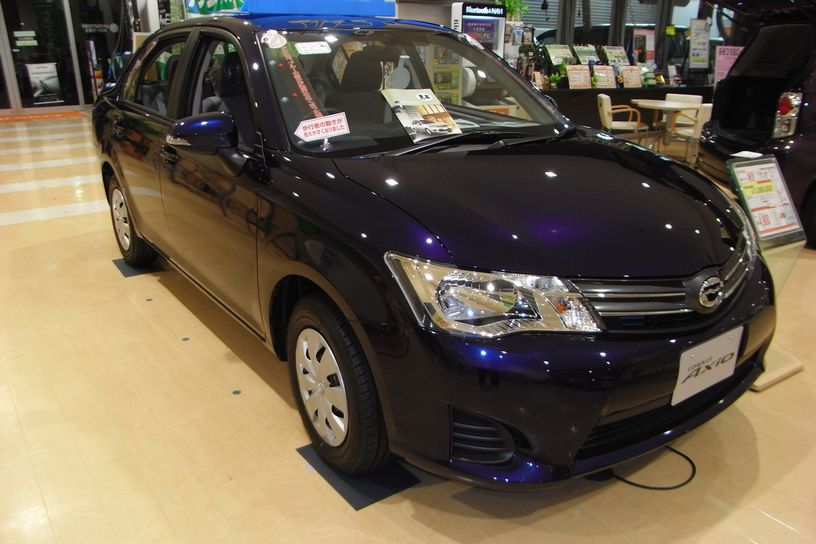
2012年型 1.3X（NRE160）
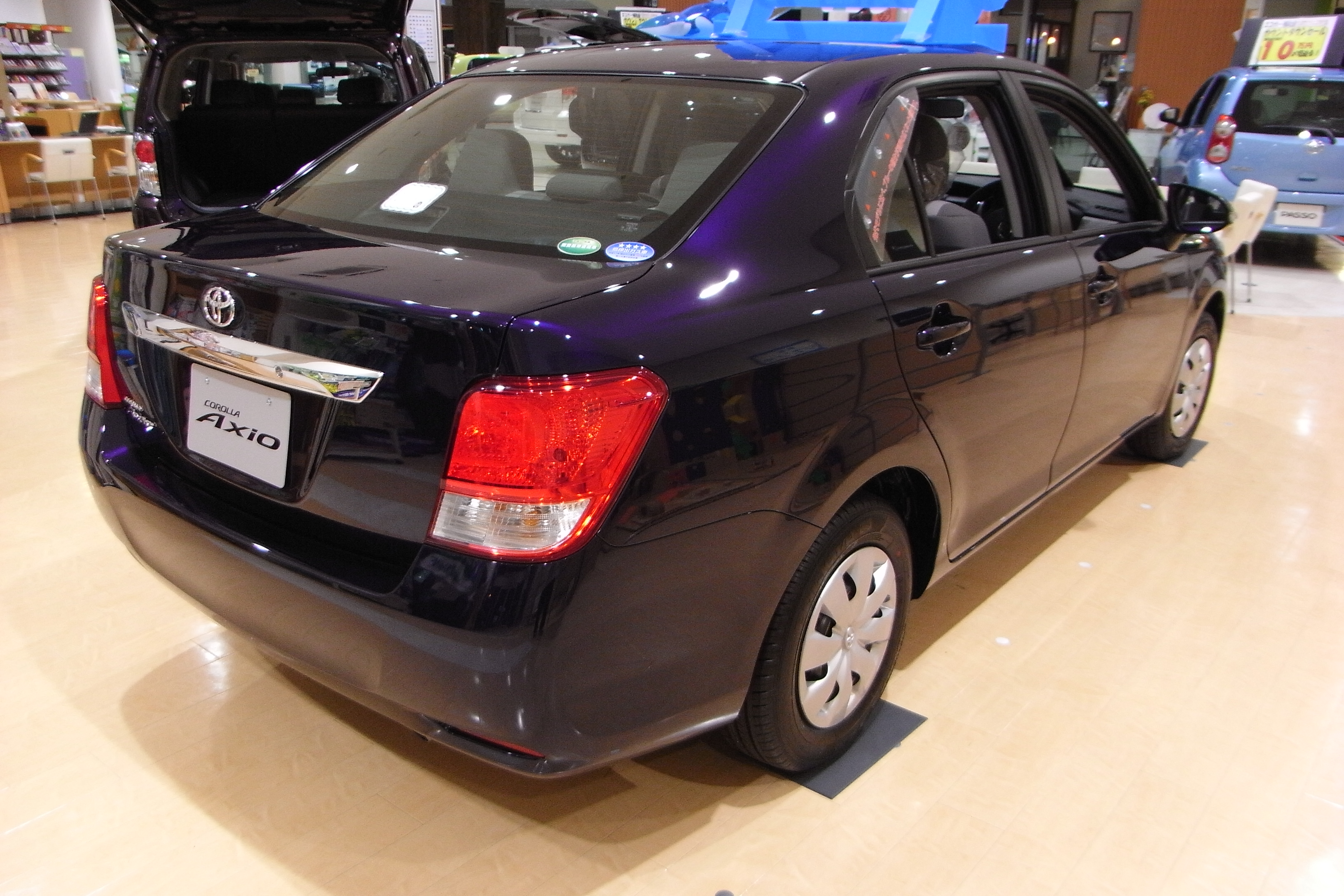
2012年型 1.3X 後
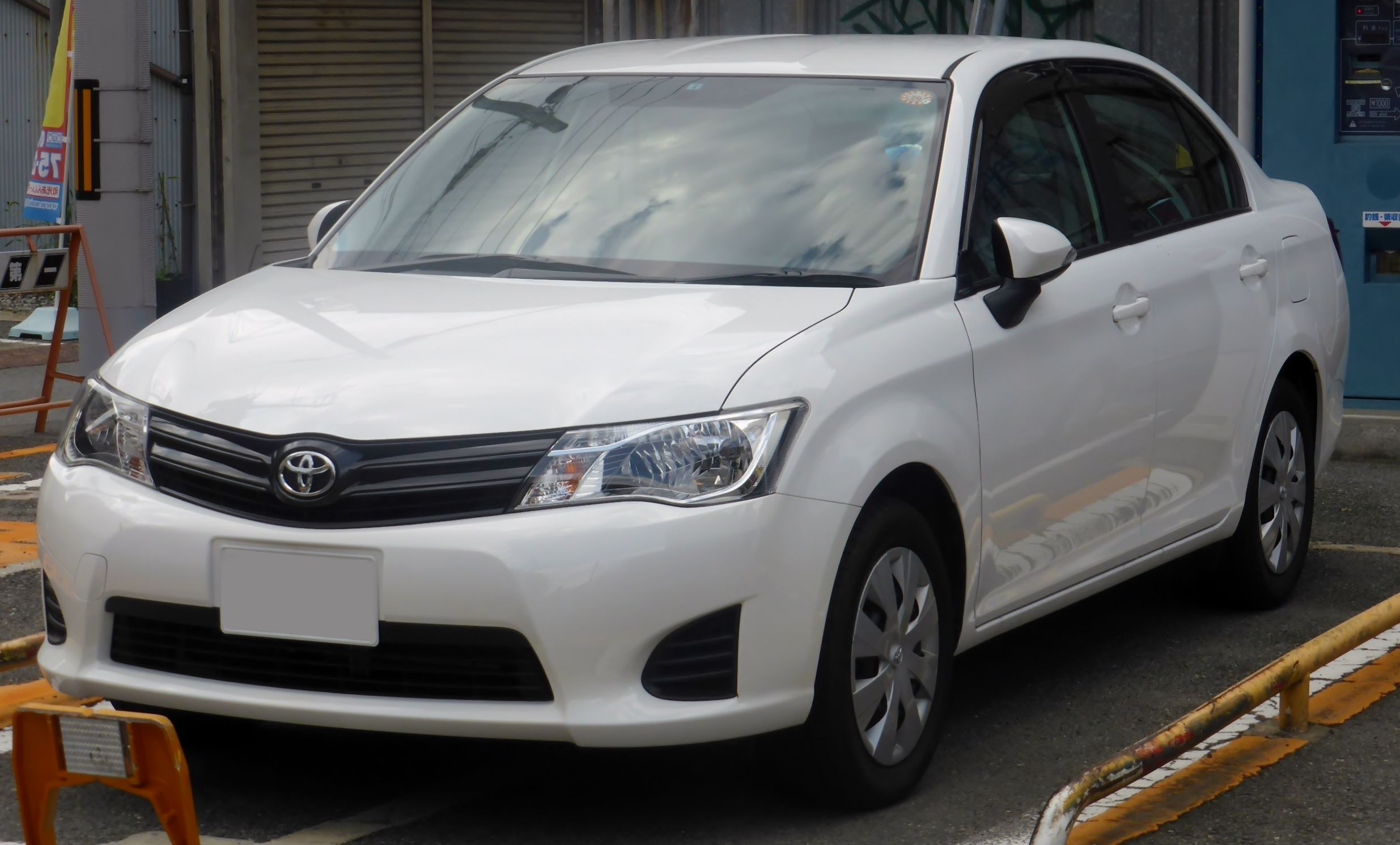
2012年型 1.5X "ビジネスパッケージ" （NZE161）
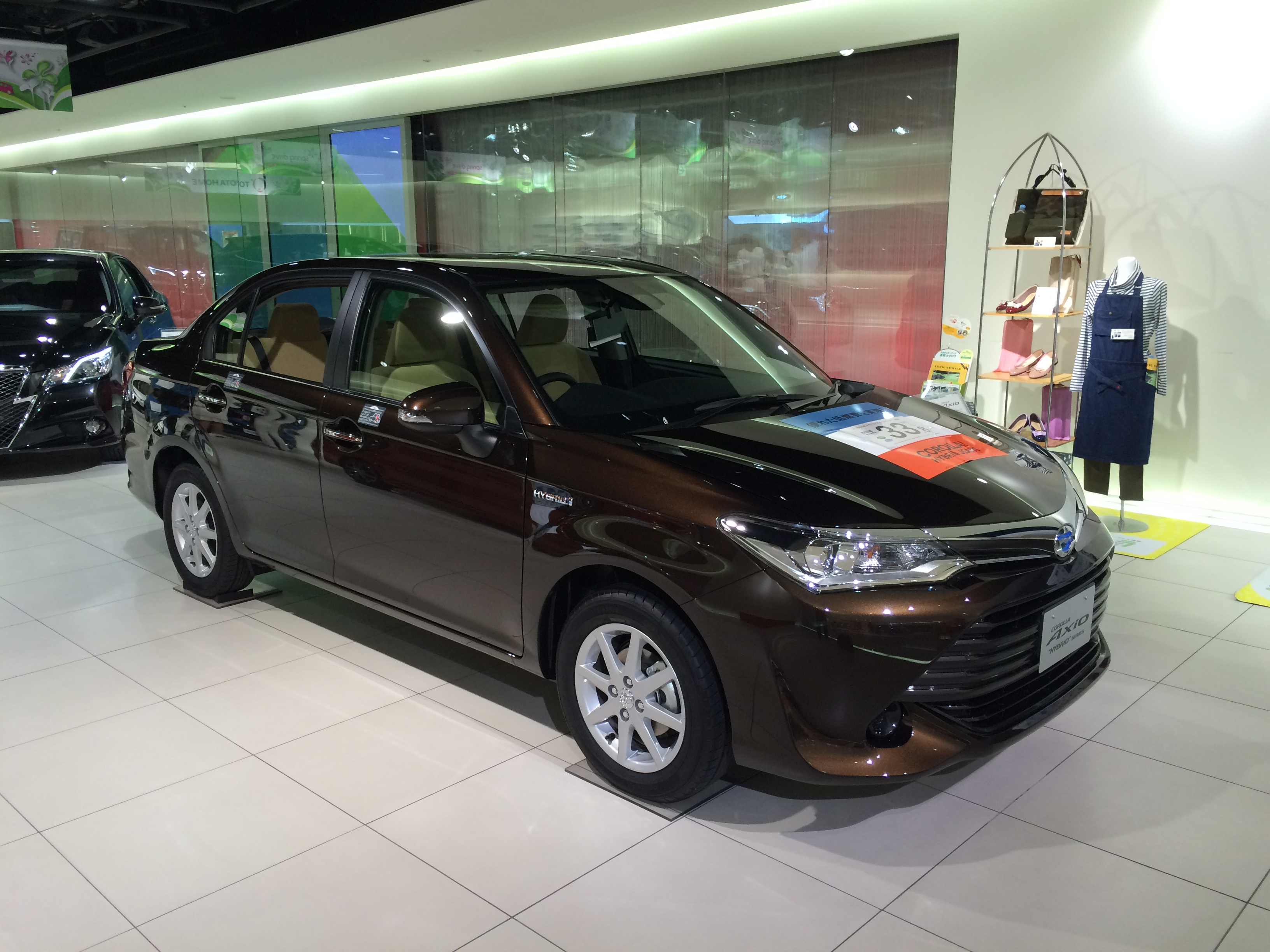
2015年型 HYBRID G
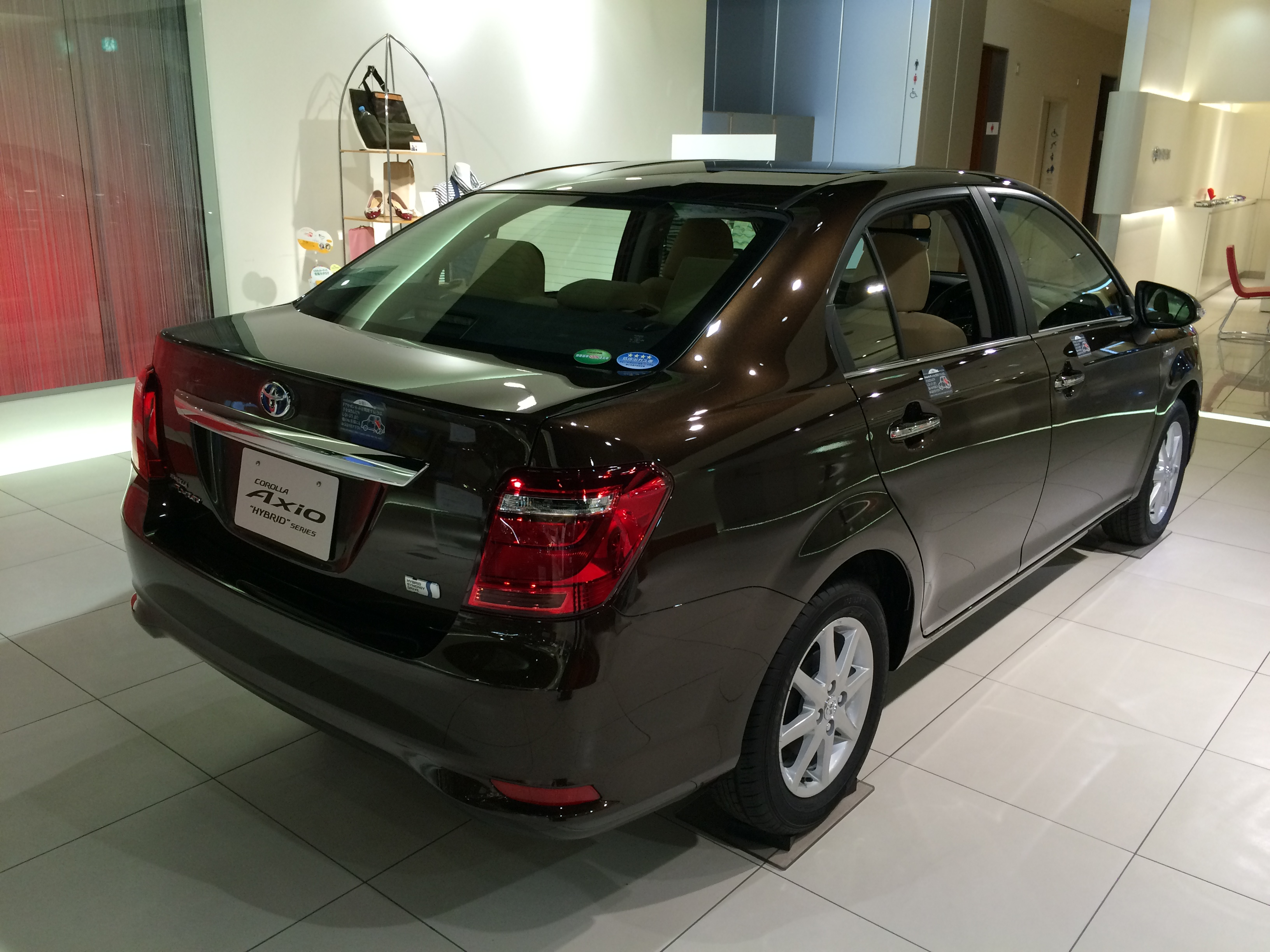
2015年型 HYBRID G 後
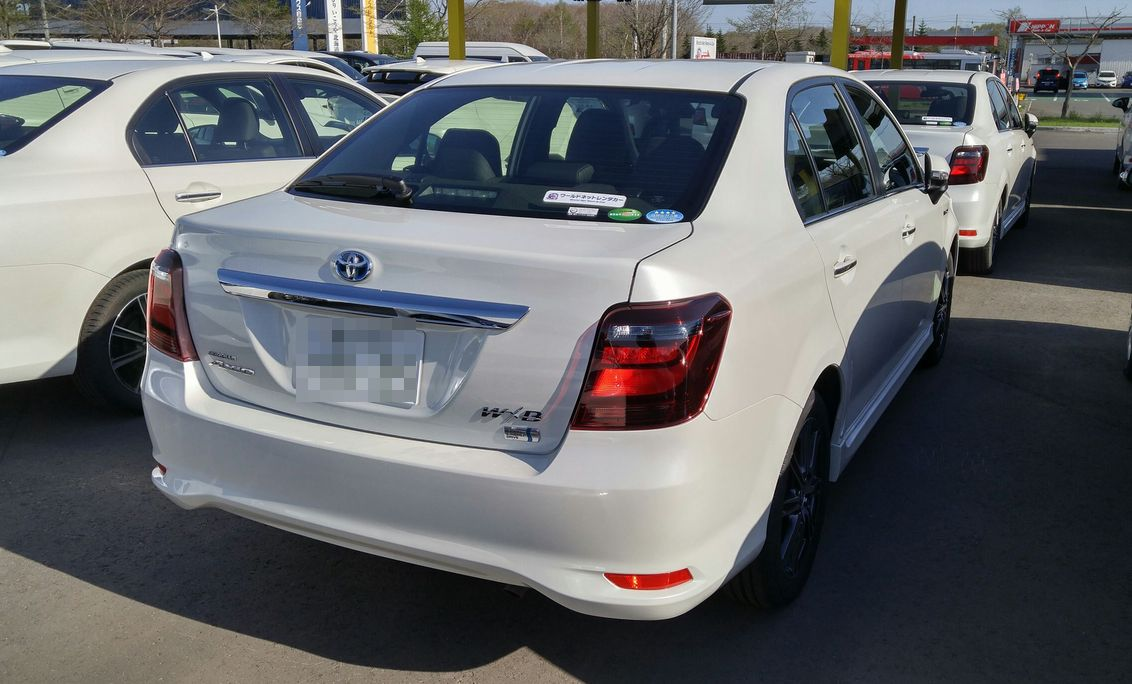
2015年型 HYBRID G 後 特別仕様車「HYBRID G"W×B"」
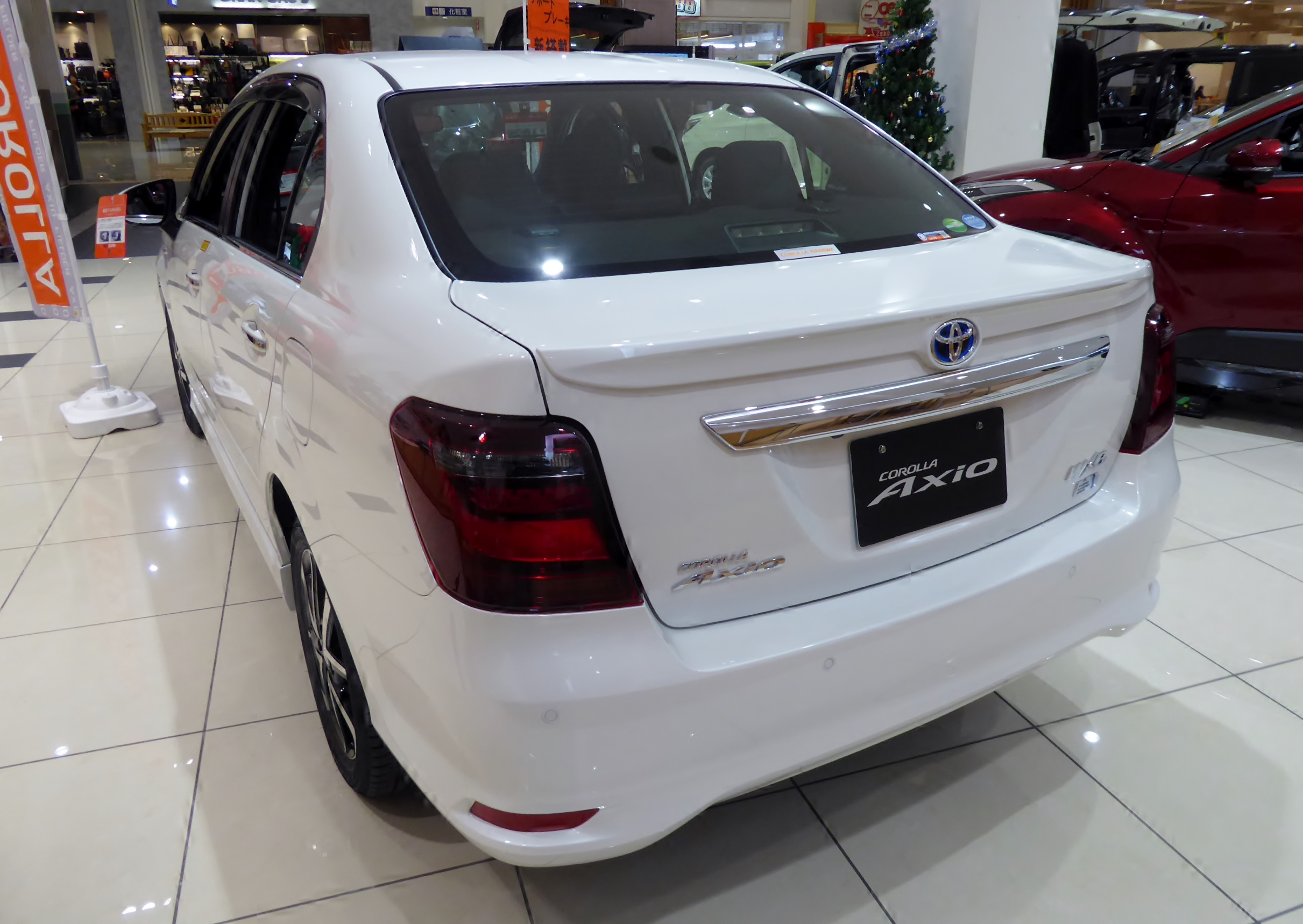
2017年型 HYBRID G"W×B” 後
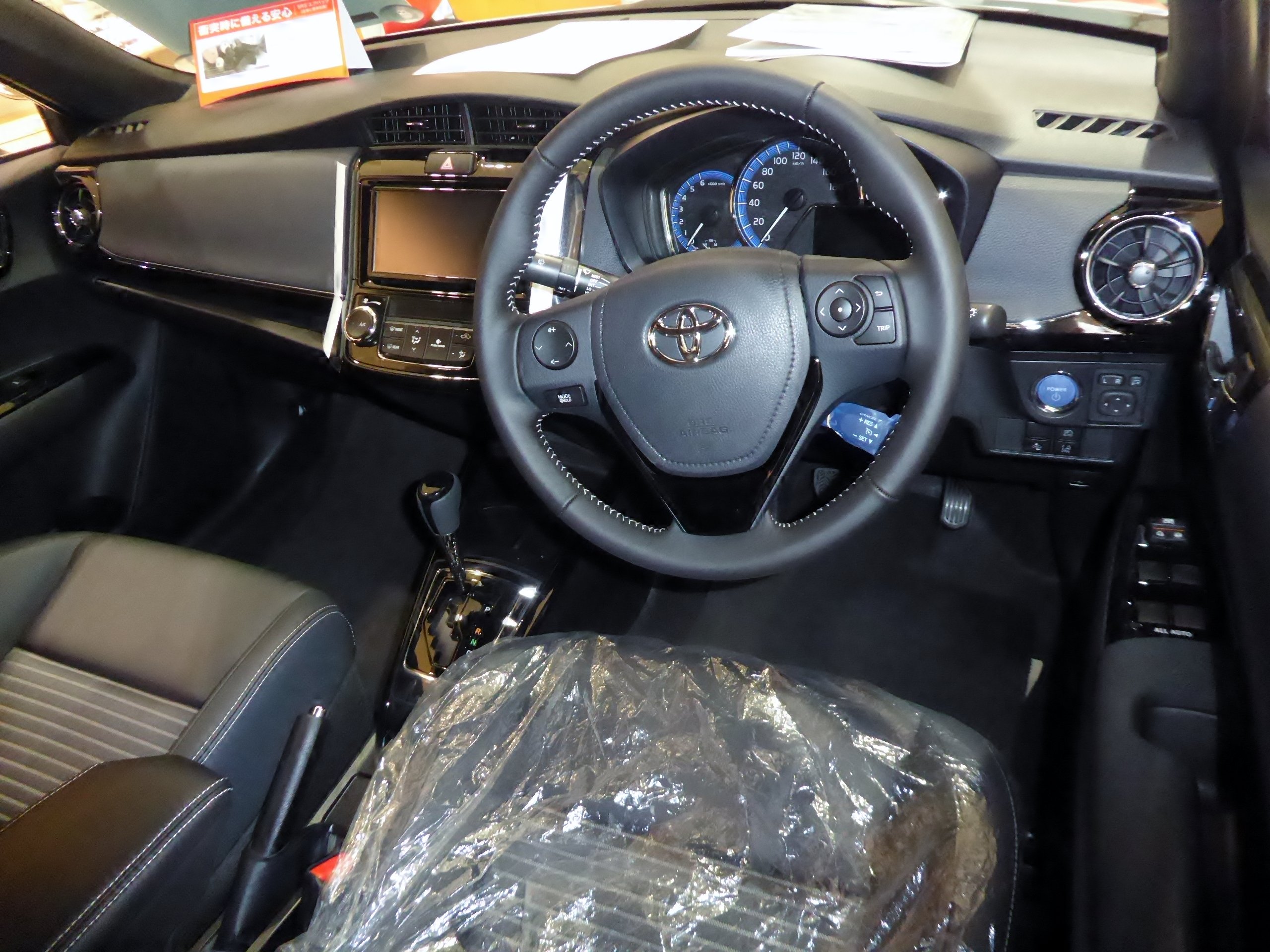
2017年型 HYBRID G"W×B”（内装）

### グレード

#### 2022年8月改良型
EX
ガソリン車。専用装備として、2WD・CVT車にはアイドリングストップ機能（Stop & Start System）が装備される。メーターはドライブモニター付単眼タイプとなるが、CVT車はセットオプションの設定によりマルチインフォメーションディスプレイ付3眼タイプへグレードアップされる。エアコンはマニュアルタイプ、ヒーターコントロールパネルはダイヤル式となる。2WD・MT車はドライブスタートコントロール、フットレスト、エコドライブインジケーターランプ、シフトポジションインジケーター、シフトベゼル（ブラックシボ）が省かれる替わりに、クラッチスタートシステムとシフトレバーブーツ（合成皮革）が備わり、パーキングサポートブレーキ（前後方静止物）・マルチインフォメーションディスプレイ付3眼メーター・タコメーターのセットオプション設定がない。また、タイヤとスチールホイール（樹脂フルキャップ付）の仕様がトランスミッションや駆動方式によって異なり、2WD・CVT車と4WD車は185/60R15タイヤ&15×5 1/2Jスチールホイール（後述する「HYBRID EX」も同じ仕様）、2WD・MT車は175/65R15タイヤ&15×5Jスチールホイールとなる。
HYBRID EX
ハイブリッド車。専用装備として、車両接近通報装置、ステアリングスイッチ（DISP）、モードスイッチ（エコドライブモード+EVドライブモード）、タコメーター（「EX」は2WD・MT車を除き、セットオプションを設定することにより装備される）、ハイブリッドシステムインジケーターが装備され、リアウィンドゥデフォッガーはタイマー付に（「EX」はメーカーオプションの寒冷地仕様を設定することで装備される）、ウレタン3本スポークステアリングホイールは高輝度シルバー塗装、メーターはTFTマルチインフォメーションディスプレイ付の2眼タイプ、エアコンは花粉除去モード付オートタイプ、ヒーターコントロールパネルはプッシュ式となる。

#### 2015年4月発売型
非ハイブリッド車（ガソリンエンジン車）の「X "ビジネスパッケージ"」(1.3L、1.5L)、「X」(1.3L、1.5L)、「G」(1.5Lのみ)、およびハイブリッド車の「HYBRID」、「HYBRID G」の計5グレードの構成となっている。先述の通り、2012年5月発売型ではこれらのグレードのほか、「1.3X "G-EDITION"」と「1.5LUXEL」がそれぞれ存在していた。2017年10月発売型では、2016年5月に特別仕様車で設定された「1.5G"WxB"」、「HYBRID G "WxB"」がカタロググレードに昇格した。
1.3/1.5X "ビジネスパッケージ"
法人ドライバー向けに特化した非ハイブリッド車の最廉価グレード。ハロゲンランプ（マルチリフレクター）、液晶式オドメーター/ツイントリップメーター（外気温計/瞬間燃費測定計機能あり）・LED式エコドライブインジケーターランプ（負圧表示灯）付（前輪駆動の5速MT車は除く）単眼メーター（ドライブモニター付、タコメーター、および水温計は省かれている）、マニュアルエアコン、リアガラスアンテナ、パワーウィンドウ（全ドアワンタッチ式・キーOFF後作動機能・挟み込み防止機能付）、ブラックアウトドアサッシュ、カラードサイドドアアウターハンドル、ラゲージドアオープナー等が装備されている。1.3Lと1.5Lとも装備は共通であるが1.3Lモデルはタイヤ&ホイールが各14インチ（175/70R14 84S & 14×5Jスチール）、1.5Lモデルはタイヤ&ホイールが各15インチ（175/65R15 84H & 15×5Jスチール）となる。「NCV」エンブレム付フロントメッキグリルが標準装着となるものの、リヤトランクリッドは無地のブラック（未塗装）となる。先述の通りカーテンエアバッグは最初から装備されていない。ボディカラーはスーパーホワイトII（040）とシルバーメタリック（1F7）の2色に限定され、インテリアカラーはシート表皮とピラートリム、ルーフ内張りを除きほぼブラック（前期型はブラック/グレー）で統一される。
1.3/1.5X
非ハイブリッド車の基本グレードにして最量販グレード。X "ビジネスパッケージ"の装備に加えて、上下調整式中央席リヤヘッドレスト、メッキ加工リヤトランクリッドなどが装備されているグレードである。1.3Lと1.5Lとも装備は同一であり、メーカーオプションで「ナノイー」付オートエアコンを装着する事が可能ある。インテリアカラーはシート表皮とピラートリム、ルーフ内張りを除きほぼブラック（前期型はブラック/グレー、もしくはブラック/ベージュ）で統一される。
1.5G
オーナードライバー向けに特化した非ハイブリッド車としての最上級グレード。Xの装備に加えて、「Toyota Safety Sense C」、および部分メッキ&カラードサイドドアアウターハンドル、サイドドアベルトメッキモールディング、撥水機能付UVカット・ガラス（フロントドア）、タコメーター&アナログフェールメーター（燃料残量計）付3眼メーター、本革巻きステアリング（オーディオコントロール対応）、本革巻きシフトノブ、「ナノイー」付オートエアコン、部分ファブリック巻きインパネ、ドアトリムアッパー、スライドアームレスト機能付センターコンソールボックス（フタ付）、4スピーカーなどが装着されている。更に今回のマイナーチェンジよりフィールダー譲りのブラックを基本としたスポーティーなインテリアデザイン（ただしピラートリムとルーフ内張りは除く。前期型はブラック/ベージュ、もしくはブラック/グレーを基本としたラグジュアリーなインテリアデザイン）が用いられており、シート表皮のカラーはブラックが基本だが、メーカーオプションでフラクセン（ベージュ）を選択することも可能である。このほかメーカーオプションで「Bi-Beam（バイビーム）」LEDヘッドランプパッケージ、および15インチタイヤ&15インチアルミホイール（175/65R15 84H & 15×5J）の装着設定がある（この設定に関しては後述するHYBRID Gも同様）。
HYBRID
ハイブリッド車の基本グレード。1.5Xの装備に加えて、フロントグリルがハイブリッド専用デザイン（フィールダーHV用と共通）になる以外にアナログ式タコメーター、および4.2インチTFTマルチインフォメーションディスプレイ付2眼式アナログメーター、「ナノイー」付オートエアコンなどが装備される。このほか、メーカーオプションでシートヒーターの装着設定がある。
HYBRID G
オーナードライバー向けに特化したハイブリッド車の最上級グレードにして最量販グレード。HYBRIDの装備に加えて、「Toyota Safety Sense C」、およびドアベルトメッキモールディング、部分メッキ&カラードサイドドアアウターハンドル、本革巻き3本スポークステアリングホイール（オーディオコントロール対応）&シフトノブ、ファブリック表皮、スライドアームレスト機能付センターコンソールボックス（フタ付）、4スピーカーなどが装備される。このほか、メーカーオプションでシートヒーターのほかに非ハイブリッドモデルの「1.5G」同様、15インチタイヤ&15インチアルミホイール（175/65R15 84H & 15×5J）の装着設定、および「Bi-Beam」LEDヘッドランプパッケージなどの装着設定がある。マイナーチェンジ以前から引き続きフィールダー譲りのスポーティーなインテリアデザインが用いられているが、今回のマイナーチェンジよりシート表皮のカラーを基本カラーのブラックのほか、メーカーオプションでフラクセン（ベージュ）を選択することも可能である。基本装備は非ハイブリッドモデルの「1.5G」にほぼ準拠している。

## モータースポーツ
aprが、SUPER GTのGT300クラスに投入していたMR-Sの後継として、2台のカローラアクシオ（E14#型ベース）を開発。エンジン搭載位置はミッドシップ化され、エンジンもMR-Sに搭載されていた2GR-FEに換装するなど大掛かりな改造が施されていた。デビューの2009年には74号車の井口卓人/国本雄資組が7戦でポイントを獲得し、ドライバーズランキング10位となった。2010年は31号車が人気アニメ『エヴァンゲリオン』とのタイアップカラーでの参戦となった。この年は74号車井口卓人/国本雄資組が第三戦富士で初のカローラのGT300優勝をもたらした上、3度の表彰台でランキング5位につけた。2011年は74号車新田守男/国本雄資組74号車が第四戦菅生で2位表彰台を獲得し、ランキング7位につけた。
ワンメイクレースでも、2009年7月に富士スピードウェイで開催されている富士チャンピオンレースで、アクシオの競技用車両を用いた『カローラアクシオGTクラス』が設立された。車両規定はJAF N2クラスに準じており、TRDのコンプリートカー「GT」をベースに専用のエアロパーツや足回りを装備。競技用のワンメイクタイヤにはADVAN（横浜ゴム）が供給された。しかしその競技に参加する者が全くと言っていいほど集まらず、出走台数は最大でも3台 に留まるなど厳しい運営状態が続き、2013年（平成25年）度を最後に終了（消滅）した。

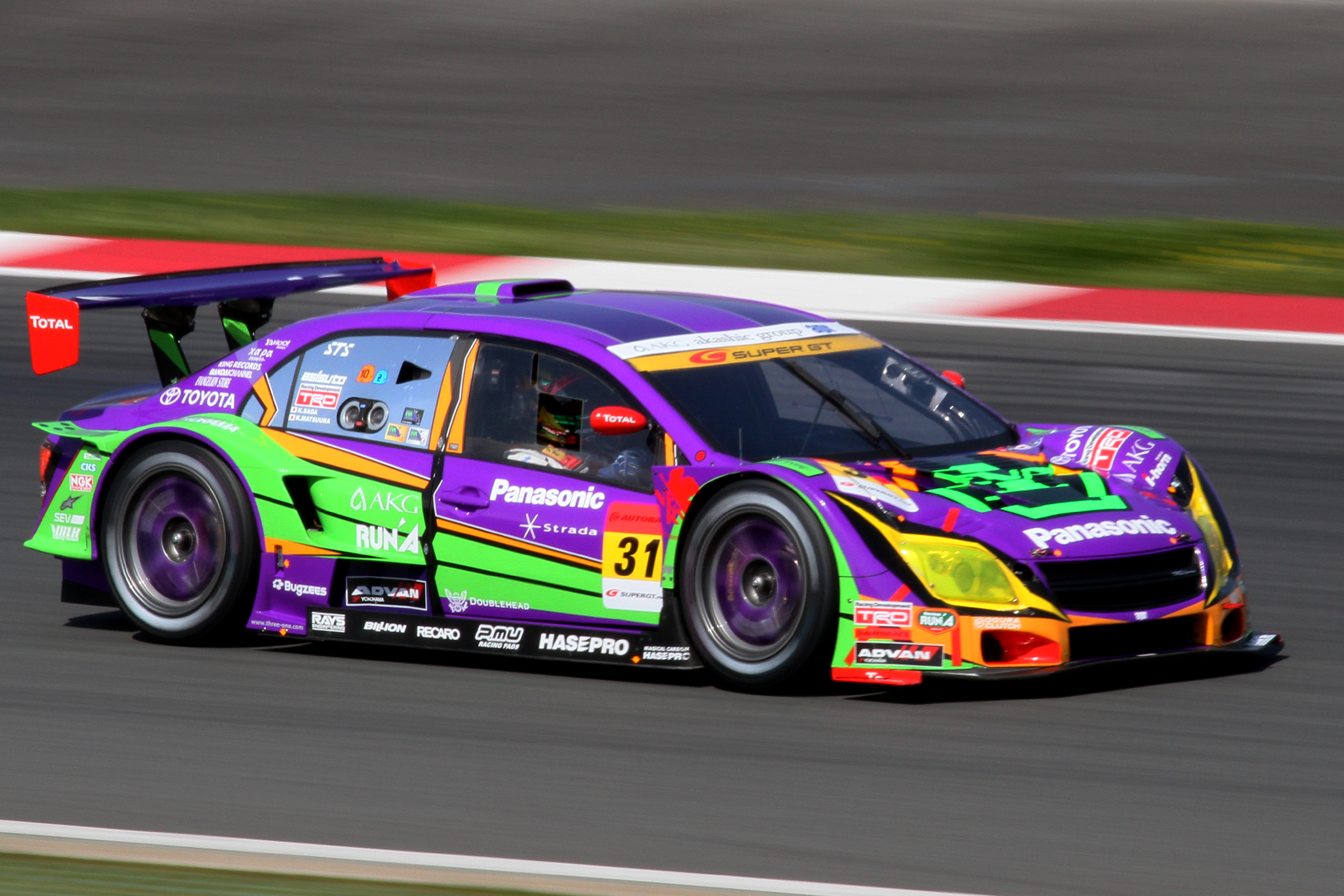
31号車エヴァンゲリオンRT初号機 aprカローラ
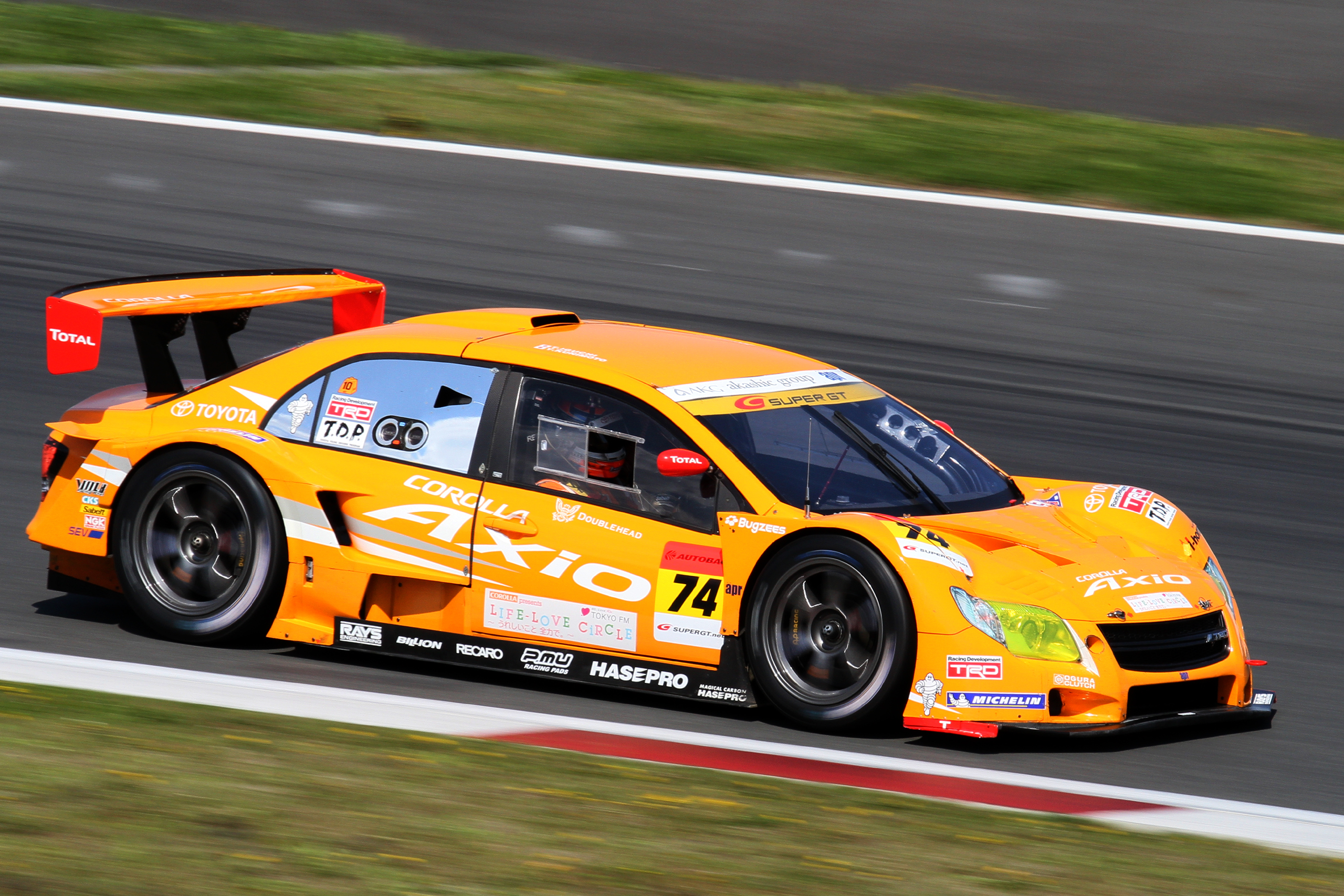
74号車COROLLA Axio apr GT
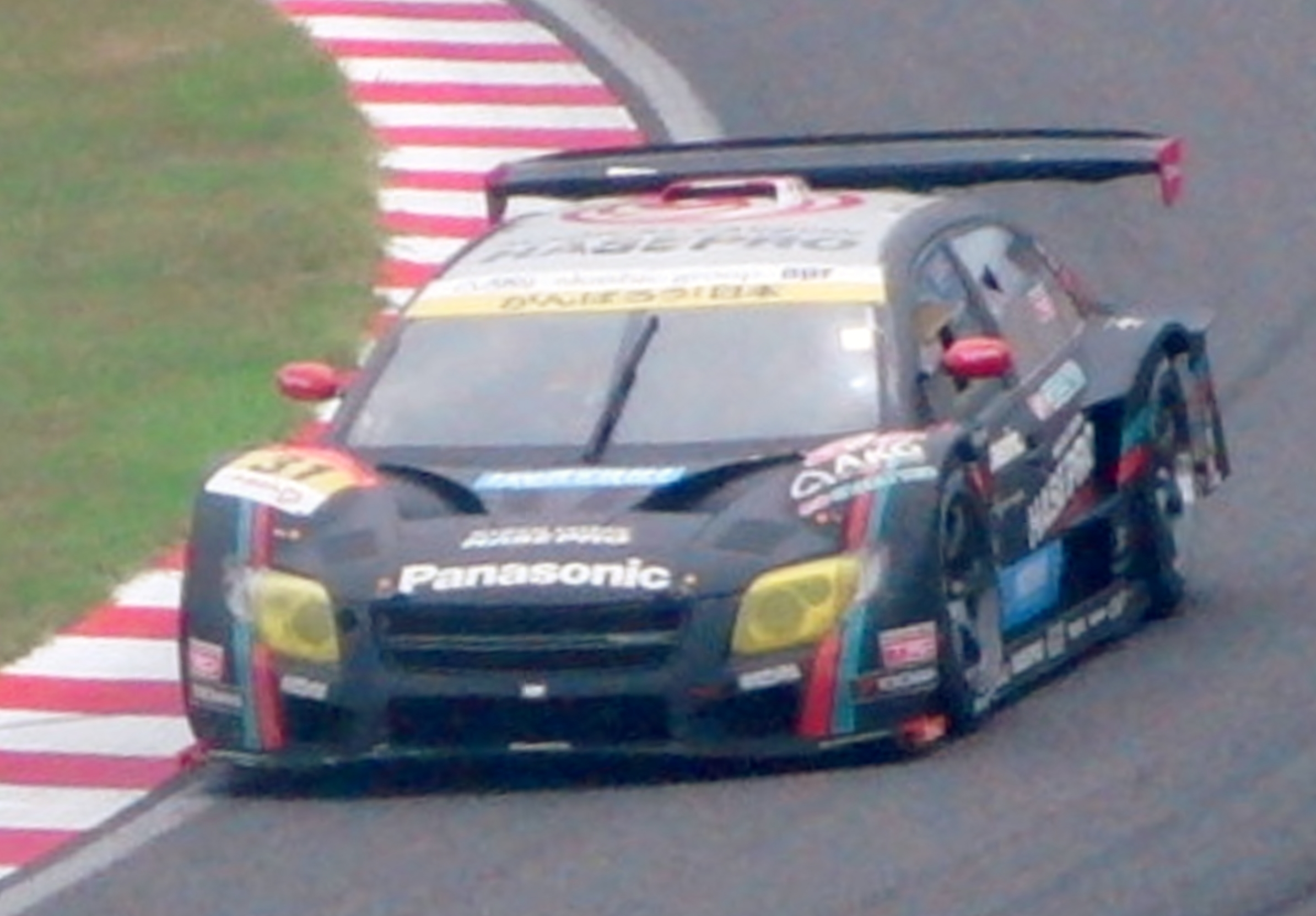
イワサキaprカローラ（2011年）
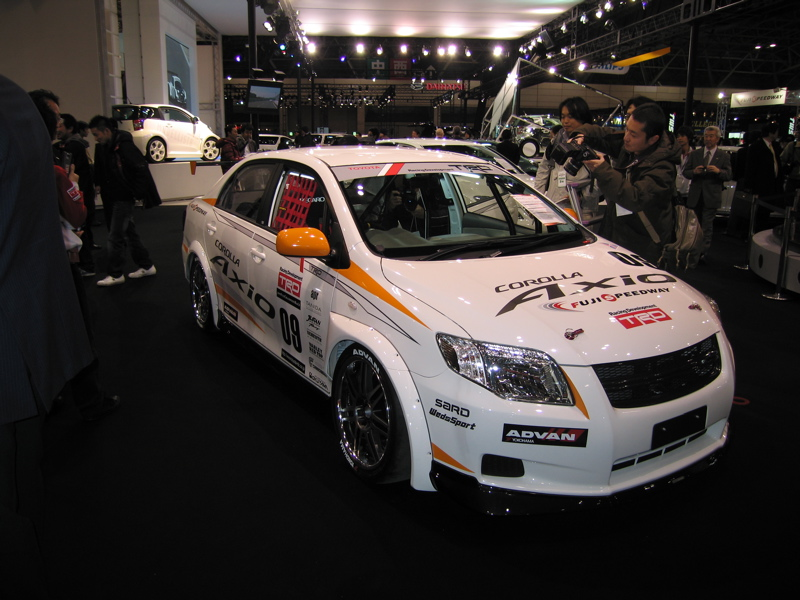
カローラアクシオ "GT"ワンメイクレース仕様（2009）

## 2020年5月以降の販売店
東かがわトヨタ自動車販売を除く全国のトヨタディーラー各店で販売。